# Janet Jackson
Janet Damita Jo Jackson (Gary, 16 maggio 1966) è una cantautrice, ballerina, attrice e compositrice statunitense.
Sorella minore di Michael e ultimogenita della famiglia Jackson, ha esordito nel mondo dello spettacolo da bambina per poi imporsi nel mondo della musica nel 1986 con l'album Control, cementando in seguito il suo successo a livello mondiale con gli album Rhythm Nation 1814 (1989), janet. (1993), The Velvet Rope (1997) e All for You (2001). A partire dal 2004 ha subito un calo nelle vendite e nella popolarità dovuto principalmente all'incidente del Nipplegate, avvenuto durante l'halftime del Super Bowl XXXVIII, quando rimase con un seno nudo in mondovisione per un paio di secondi, creando polemiche sui media e provocando un boicottaggio della sua musica e dei suoi video da parte di diverse emittenti televisive musicali e radiofoniche, principalmente statunitensi. Pertanto i suoi album Damita Jo (2004), 20 Y.O. (2006), Discipline (2008) e Number Ones (2010) registrarono un evidente calo di vendite e furono in parte stroncati dalla critica. Nel 2015 il suo album Unbreakable venne invece acclamato dalla critica internazionale.
Con oltre 100 milioni di dischi venduti, è ritenuta una figura di spicco nella cultura popolare da oltre trent'anni, grazie anche al suo stile provocatorio, agli spettacoli elaborati, ai videoclip innovativi e ai diversi ruoli televisivi e cinematografici cui ha preso parte.
La Recording Industry Association of America (RIAA) l'ha certificata quale artista femminile col nono miglior risultato di vendita negli Stati Uniti, circa 26 milioni di copie; detiene inoltre il record come artista solista femminile per singoli consecutivi che hanno raggiunto i primi dieci posti nella classifica di Billboard (18). Nella sua carriera ha avuto 27 singoli entrati tra le prime dieci posizioni della stessa classifica mentre è l'unica artista ad aver avuto sette singoli estratti dallo stesso album entrati tutti tra le prime cinque posizioni.
Tra i riconoscimenti ricevuti, spiccano cinque Grammy Awards a fronte di 26 candidature, tredici American Music Award, nove MTV Video Music Awards, tredici Soul Train Music Award e una candidatura al Premio Oscar e al Golden Globe nel 1994 nella categoria miglior canzone come autrice del brano Again. Dal 20 aprile 1990 il suo nome è presente tra le celebrità della prestigiosa Hollywood Walk of Fame di Los Angeles. Il 30 marzo 2019 è stata invece ammessa nella Rock and Roll Hall of Fame.
Per Billboard fu, nel 2008, la settima artista di maggior successo per i singoli, la settima per numero di settimane al primo posto nella classifica dei singoli e la settima per numero di primi posti nella classifica dei singoli. Nel 2015 divenne la quarta artista nella storia ad aver avuto almeno un album al primo posto in ciascuno dei decenni Ottanta, Novanta, Duemila e Duemiladieci un record eguagliato solo da Barbra Streisand, Bruce Springsteen e gli U2. Nel 2016 Billboard l'ha nominata la seconda più importante artista dance club di tutti i tempi, dietro Madonna.

## Biografia

### I primi anni
Janet Jackson è nata il 16 maggio 1966 a Gary, nello Stato dell'Indiana, ultima dei nove figli di Joseph e Katherine Jackson: Rebbie e La Toya le sue sorelle, Jackie, Tito, Jermaine, Marlon, Michael e Randy (membri del noto complesso Jackson 5, in seguito The Jacksons) i suoi fratelli maggiori. Janet visse qualche anno a Gary con tutta la famiglia finché, dopo che i fratelli ebbero grande successo nel 1969, si trasferirono tutti nella villa al 4641 di Hayvenhurst Avenue ad Encino, in California, all'inizio degli anni settanta. Qui la Jackson frequentò per qualche tempo una scuola pubblica della città, prima di passare alla Valley Professional School, nella quale si diplomò nel 1984.

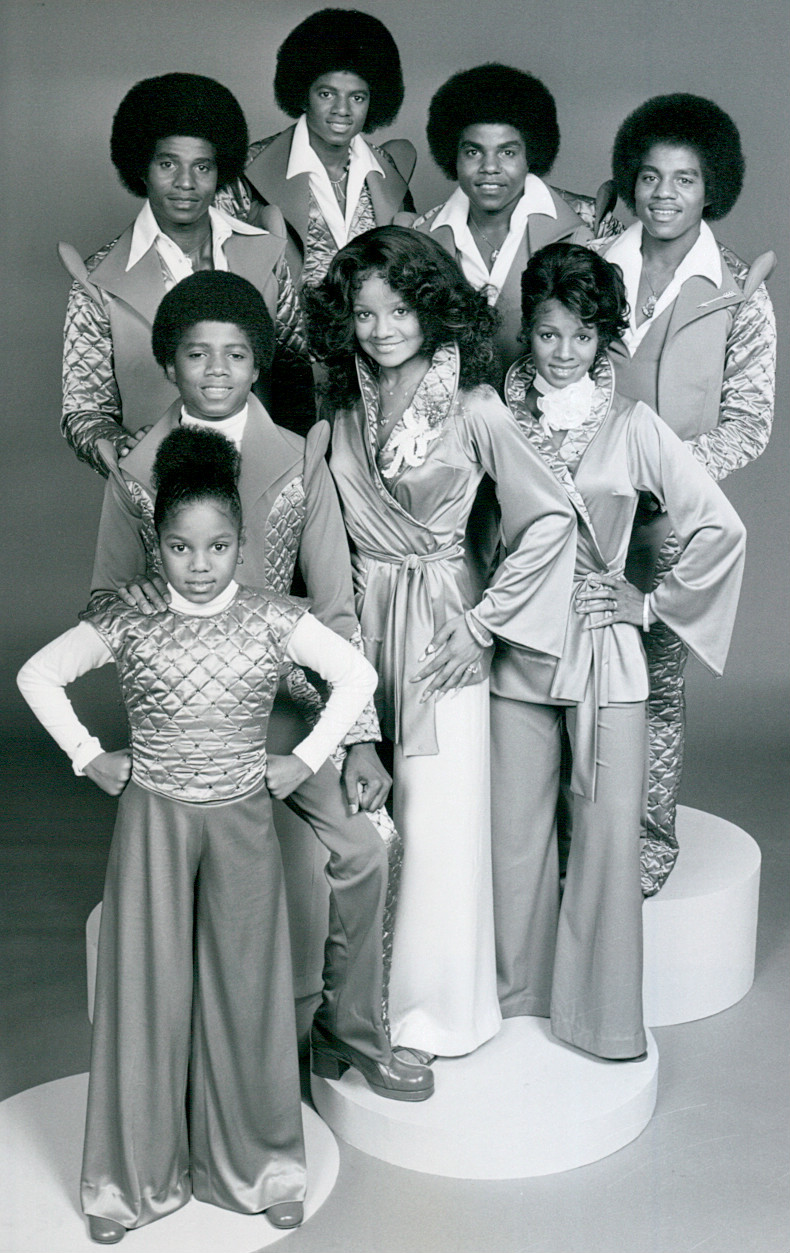
Janet in una foto con i suoi fratelli (manca Jermaine). Da sinistra in basso: Janet, Randy, La Toya, Rebbie. Da sinistra in alto: Jackie, Michael, Tito, Marlon.

### Anni Settanta/Ottanta

#### Inizio della carriera artistica
Cresciuta in una famiglia dedita alla musica per via dell'attività dei fratelli, Janet Jackson entrò nel mondo dello spettacolo fin da bambina, apparendo per la prima volta sul palco nell'aprile del 1974, cantando e partecipando ad alcuni sketch accanto al fratello Randy in alcuni spettacoli dei fratelli a Las Vegas. In seguito prese parte agli episodi del varietà televisivo The Jacksons (1976-1977). Si unì quindi con grande successo personale al cast della popolare serie televisiva Good Times (1977-1979). Con Kim Fields fu in assoluto una delle prime bambine afroamericane ad affermarsi alla televisione in un ruolo non stereotipato, interrompendo una lunga tradizione che vedeva la bambina afroamericana relegata a ruoli servili e degradanti. Ormai adolescente, Janet si mise in luce nella serie Il mio amico Arnold (1980-84), anche come cantante, interpretando il brano Ebony and Ivory di Paul McCartney e Stevie Wonder, che le valse la scrittura nella stagione 1984-85 per la serie di successo Saranno famosi.

### Anni Ottanta

#### I primi passi nel mondo della musica
Agli inizi degli anni Ottanta, spinta dal padre, Janet firmò un contratto discografico con la A&M Records e pubblicò i suoi primi due album: Janet Jackson (1982) e Dream Street (1984). I primi singoli estratti da entrambi gli album, Young Love e Don't Stand Another Chance, ebbero un discreto successo piazzandosi rispettivamente alla posizione numero sei e alla numero nove della classifica rhythm and blues di Billboard, ma entrambi gli album furono dei grandi flop. Janet non partecipò in nessun modo al processo creativo dei due dischi, prendendo parte alla lavorazione esclusivamente come interprete.
I due lavori videro la giovanissima Jackson, sedicenne alla pubblicazione del suo primo album, completamente nelle mani del padre. A causa dell'insuccesso e del controllo paterno sui primi due lavori, Janet decise che col prossimo album avrebbe avuto il controllo completo.

#### L'indipendenza artistica e il primo successo conControl
Nel 1985, l'artista, allora diciannovenne, volò a Minneapolis e cominciò a scrivere le canzoni assieme al duo di produttori Jimmy Jam e Terry Lewis: fu l'inizio di un lunghissimo sodalizio. Il 4 febbraio del 1986 venne pubblicato Control, che ebbe un successo clamoroso negli Stati Uniti, vendendo più di 7 milioni di copie in patria.
L'album è incentrato sul desiderio di indipendenza della cantante e presenta delle sonorità dance-pop.

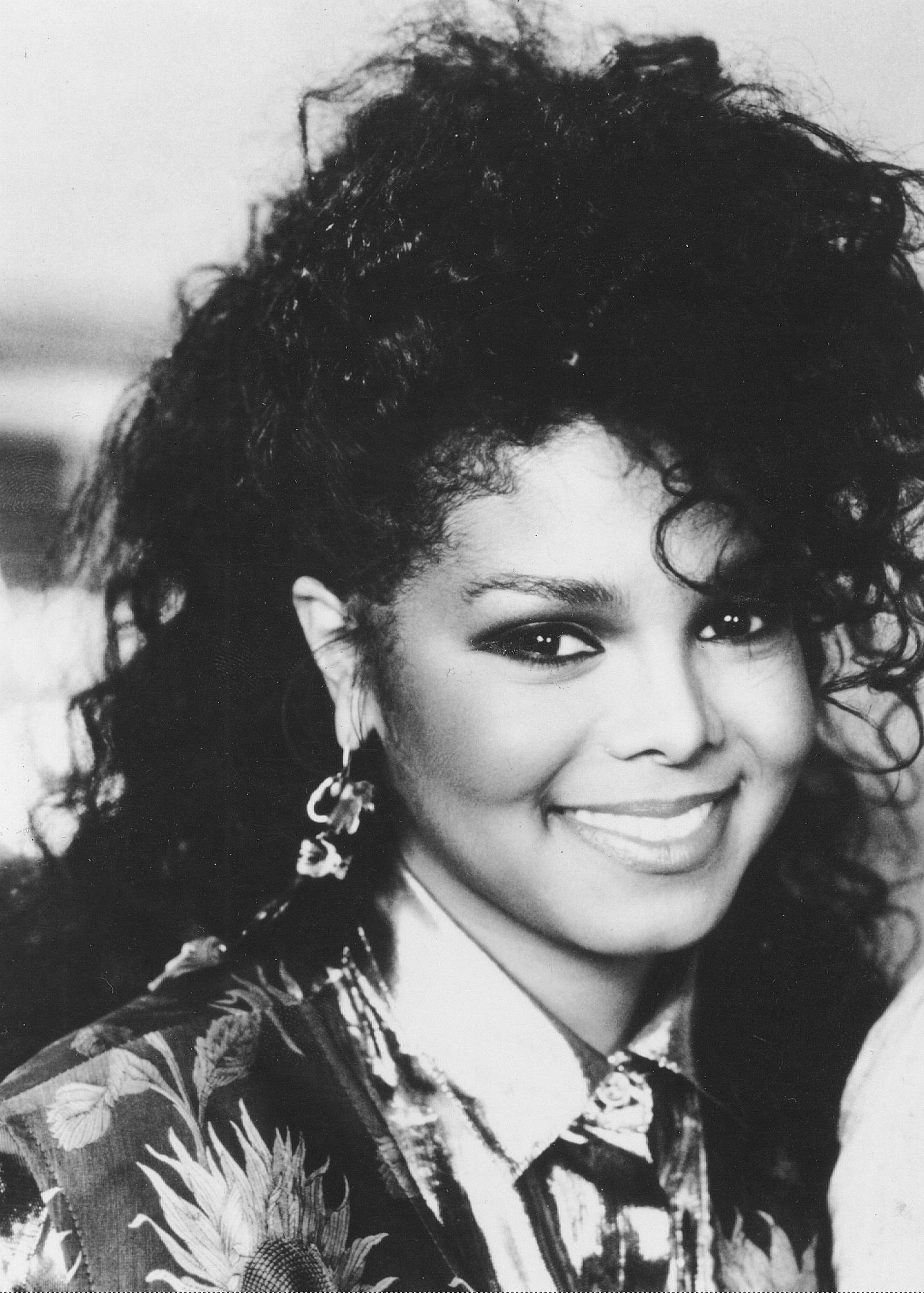
Janet Jackson nel 1986

Le critiche furono molto positive e il lavoro ricevette una nomination ai Grammy Award dell'87 come "Miglior album dell'anno".
La Rock and Roll Hall of Fame ha inserito il disco tra i 200 più importanti di ogni tempo alla posizione numero 87.
Secondo Richard J. Ripani, professore di musicologia alla Memphis University, l'album fu uno dei primi dischi di successo a dare un impulso decisivo alla diffusione del new jack swing, ovvero a quel genere musicale che mescola rhythm and blues, jazz, funk e soul, che a sua volta determinerà la nascita del genere musicale noto come R&B moderno o col nome inglese più conosciuto di contemporary R&B, di cui la stessa Jackson è una delle esponenti più importanti nonché una delle fondatrici.
Dal disco furono estratti sei singoli, cinque dei quali entrarono nella classifica dei primi dieci negli Stati Uniti. Con la ballata When I Think of You, in particolare, Janet conquistò per la prima volta il primo posto nella classifica statunitense dei singoli. Grazie a questo grande successo, la stessa Janet considererà il vero e proprio inizio della sua carriera di musicista l'album Control, nella realizzazione del quale fu per la prima volta assolutamente indipendente e pienamente protagonista del processo creativo artistico del disco.

#### Un nuovo successo conRhythm Natione il suo primo tour
Tre anni dopo venne pubblicato Janet Jackson's Rhythm Nation 1814. L'album superò i precedenti e consacrò la Jackson a artista internazionale: il Rhythm Nation World Tour del 1990 è il tour di debutto di un'artista femminile di maggior successo nella storia della musica.
L'album rappresenta una svolta significativa nella carriera della cantante: oltre ai pezzi più leggeri sulle relazioni amorose, ospita brani di interesse sociale che affrontano argomenti quali il superamento del razzismo e altre importanti tematiche sociali.
Dal disco furono estratti sette singoli, che finirono tutti e sette fra le prime cinque posizioni negli Stati Uniti, quattro dei quali raggiunsero il primo posto: con questo la popstar stabilì il record per il maggior numero di singoli estratti da uno stesso album ad aver raggiunto i primi cinque posti nella classifica statunitense dei singoli. Rhythm Nation lasciò il segno nella storia della musica perché all'epoca era alquanto inusuale che un album di musica tendenzialmente commerciale si occupasse di tematiche sociali. Rolling Stone ha inserito il disco tra i "500 migliori album di tutti i tempi", alla posizione 275.
Contemporaneamente all'album uscì un mediometraggio ispirato al disco, poi pubblicato in videocassetta, Rhythm Nation 1814 Film, prodotto da Janet Jackson, Dominic Sena, René Elizondo Jr e Vance Lorenzini, vincendo un Grammy Award come "Miglior video musicale di lunga durata" nel 1990. Nel 2021 l'album è stato inserito nel prestigioso National Recording Registry degli Stati Uniti.

### Anni Novanta

#### Contratto con la Virgin e il successo internazionale conjanet.

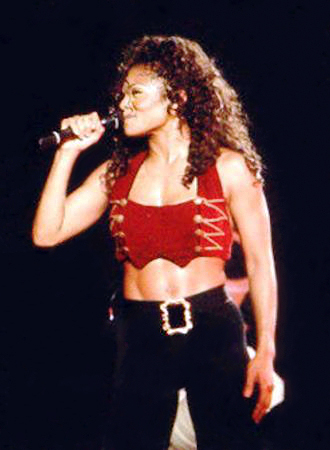
La cantante durante il tour mondiale in supporto all'album janet. (1995)

Una volta assolto il contratto con la A&M, nel 1991, Janet ne firmò uno con la Virgin Records, che in quel momento divenne il più grande contratto discografico della storia musicale, stimato in circa 32 milioni di dollari.
Nel maggio del 1992 pubblicò il singolo The Best Things in Life Are Free, un duetto con Luther Vandross. Il brano, che faceva parte della colonna sonora del film Pioggia di soldi, riscosse un buon riscontro commerciale.
Nel maggio del 1993 uscì il suo quinto album di inediti, janet.; il lavoro ottenne un successo strepitoso, il più grande dell'intera carriera dell'artista: raggiunse la prima posizione in ventidue paesi, tra cui Stati Uniti e Regno Unito.
Da questo periodo la cantante scelse di mutare il proprio nome d'arte in "Janet", liberando dal peso dell'ingombrante cognome "Jackson" le copertine di tutti i suoi album in studio (fino al 2008).
La Rock and Roll Hall of Fame collocò il disco alla posizione numero 151 dei 200 album più importanti di ogni tempo.
Il primo singolo estratto, That's the Way Love Goes, raggiunse la vetta della classifica statunitense dei singoli e vi rimase per otto settimane. Il brano vinse anche, nel 1994, il Grammy Award, come "Miglior brano rhythm and blues". Dei nove singoli provenienti dal disco, sei raggiunsero i primi dieci posti nella classifica americana; in particolare, If conquistò la seconda posizione, e That's the Way Love Goes ed Again la prima.

#### Candidatura agli Oscar e il filmPoetic Justice
La ballata Again venne nominata agli Oscar come "Migliore canzone originale" (perse tuttavia in favore di Streets of Philadelphia di Bruce Springsteen, scritta per il film Philadelphia), dato che fu il brano portante di Poetic Justice, film uscito nell'estate del 1993 e diretto da John Singleton, dove Janet fece il suo debutto sul grande schermo. Al film partecipò anche il rapper e attore Tupac Shakur, che creò involontariamente un caso mediatico quando si rifiutò di fare il test sull'HIV, ritenuto un prerequisito per la scena di un bacio con la popstar. Shakur sostenne che altri uomini avevano girato scene di quel tipo con la Jackson nei suoi video musicali prima di lui senza aver fatto il test, per cui non ne vedeva la necessità. Tuttavia la cantante si offese e subito dopo la fine delle registrazioni smise di rivolgergli la parola. Shakur in seguito si scusò con lei.

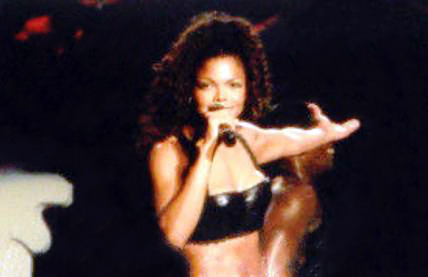
La cantante durante il janet. World Tour nel 1995

Verso la fine del 1993, Janet apparve su una delle più importanti riviste musicali americane, Rolling Stone: la donna era immortalata dalla vita in su con indosso solo dei jeans slacciati alla vita e con i seni coperti da due mani maschili provenienti da dietro la schiena (la cantante raccontò in seguito che le mani erano quelle dell'allora marito René Elizondo); la foto era la versione completa dell'immagine di copertina dell'album, che era stata troncata nelle versioni standard per evitare polemiche. Questo numero del periodico divenne uno dei più venduti di sempre.
Nel novembre dello stesso anno la popstar diede il via al suo Janet. World Tour, che fu un successo mondiale, registrando il tutto esaurito pressoché ovunque: la Jackson si esibì in più di venti nazioni in quattro continenti e il tour durò un anno e mezzo, terminando nell'aprile del 1995. Nel marzo dello stesso anno, al di fuori degli Stati Uniti, venne pubblicata una raccolta di canzoni da janet. in versione remixata dal titolo janet. Remixed. La raccolta però non destò grande interesse, eccezion fatta per il Regno Unito dove ricevette un Disco d'oro.

#### Il singoloScreame la raccoltaDesign of a Decade
Nel maggio del 1995 uscì il singolo Scream, primo (e unico) duetto tra Michael e Janet Jackson estratto dall'album del fratello, HIStory: il brano ebbe subito un grandissimo successo, rendendo Janet e suo fratello Michael i primi artisti nella storia della musica ad aver debuttato direttamente alla posizione numero cinque di Billboard. Il videoclip fu il più costoso di tutti i tempi e fruttò ai due cantanti il record per il maggior numero di candidature agli MTV Video Music Awards 1995, undici, vincendo in tre categorie.
Ad ottobre del '95 uscì la prima raccolta di successi di Janet, Design of a Decade 1986/1996; che conteneva due inediti, Runaway e Twenty Foreplay. Il primo, accompagnato da un videoclip innovativo in cui la cantante ballava sui più famosi monumenti mondiali, divenne un successo negli Stati Uniti ed entrò nei primi dieci posti delle classifiche di molti paesi, tra i quali Regno Unito, Giappone, Canada e Italia, ma il secondo fu un grande flop con l'eccezione di Regno Unito e dei Paesi Bassi in cui entrò nella top 20.

#### The Velvet Rope -album e tour

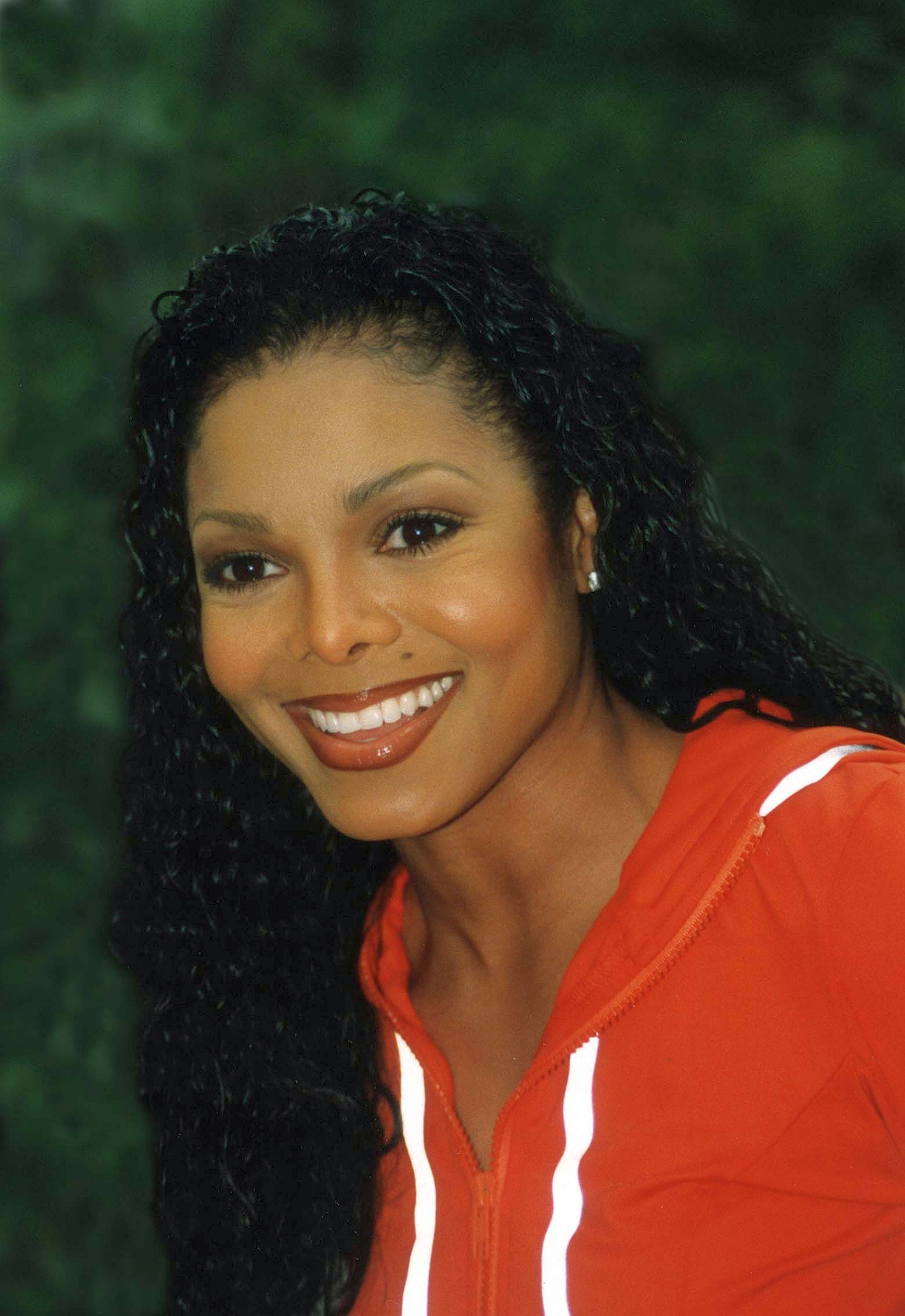
Janet Jackson ritratta nel luglio 1998 durante la promozione dell'album

Il 7 ottobre del 1997 fu la volta del suo settimo lavoro, The Velvet Rope, che venne riconosciuto come il suo capolavoro artistico ricevendo critiche entusiaste, soprattutto in Europa, ed ebbe un buon successo anche negli Stati Uniti, benché non paragonabile a quello dei suoi album precedenti. Rolling Stone inserì il disco alla posizione numero 259 dei "500 migliori album di ogni tempo". Sei furono i singoli estratti, tra cui Got 'til It's Gone, con la partecipazione di Q-Tip e Joni Mitchell, e Together Again, che divenne il suo singolo di maggior successo con più di cinque milioni di copie vendute nel mondo, mentre l'album raggiunse gli oltre dieci milioni.
Tematicamente il disco tocca vari argomenti, dal razzismo all'esplorazione di vari tipi di sessualità, alla violenza sulle donne, ai pregiudizi sull'omosessualità, per arrivare all'autoanalisi e al superamento dei momenti di depressione.
Nel 1998 partì il Velvet Rope Tour, che riscosse ampi consensi e toccò tutti e cinque i continenti. Dalla data dell'11 ottobre 1998 al Madison Square Garden di New York fu realizzato il DVD The Velvet Rope Tour - Live in Concert.

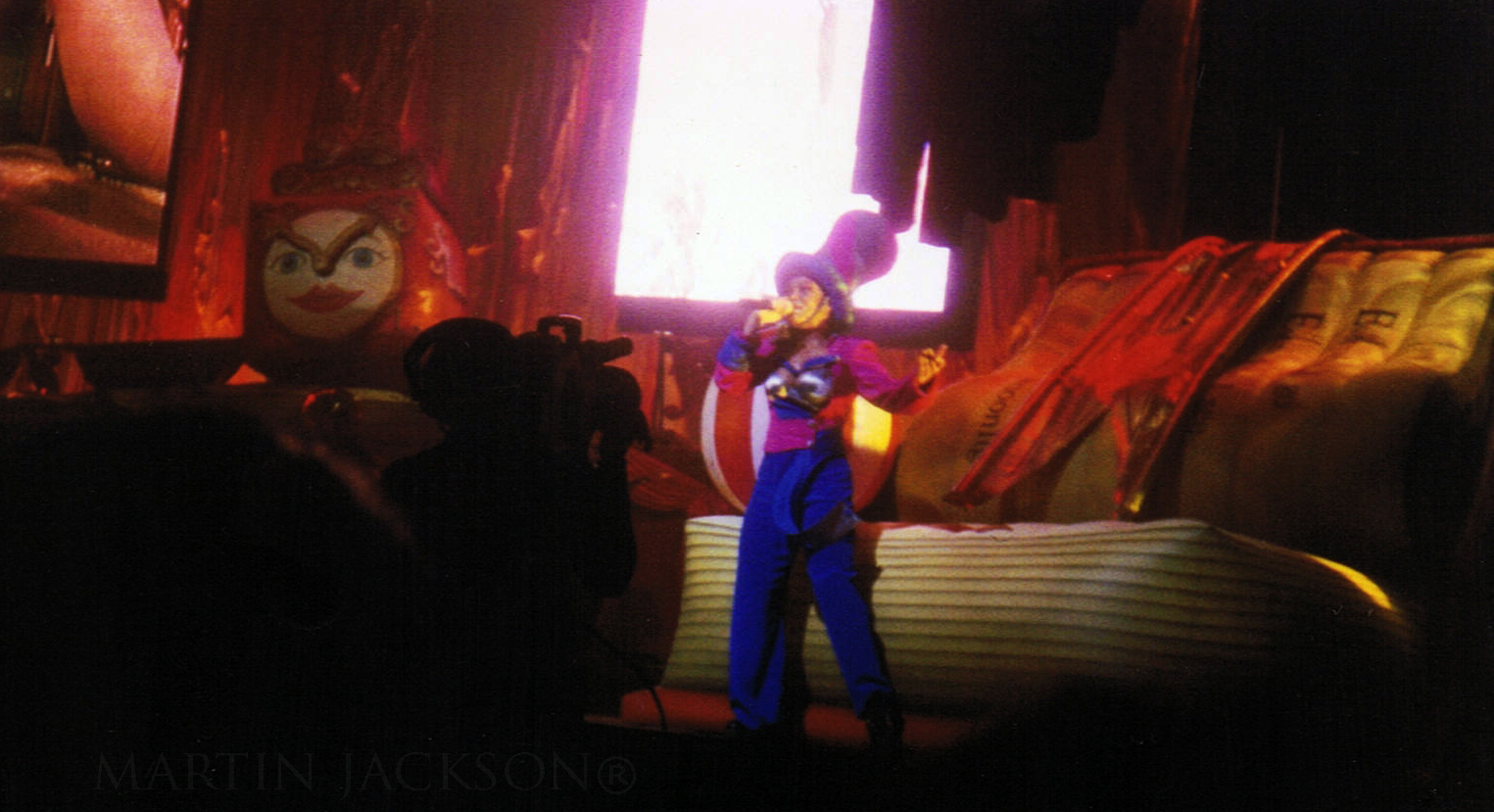
Janet Jackson mentre si esibisce nel 1998 a Milano, unica tappa italiana del tour

#### Duetti di fine millennio
Verso la fine degli anni Novanta la cantante prese parte ad alcuni duetti musicali con altri artisti: nel 1998 pubblicò assieme al cantante reggae Shaggy il pezzo Luv Me, Luv Me, inserito nella colonna sonora del film Benvenuta in Paradiso (1998); nel 1999 incise assieme ad Elton John il brano I Know the Truth, facente parte della colonna sonora del musical Aida, rivisitazione moderna del capolavoro di Giuseppe Verdi, scritto e musicato dallo stesso John e da Tim Rice; lo stesso anno registrò con i Blackstreet e la rapper americana Eve il brano Girlfriend/Boyfriend (un anno prima la band afroamericana aveva remixato per il mercato europeo I Get Lonely della Jackson); infine collaborò col rapper statunitense Busta Rhymes in What's It Gonna Be?!, che riscosse grande successo negli Stati Uniti. Il video della canzone, ultratecnologico, entrò nella lista dei dieci più costosi di ogni tempo.
A fine anno la rivista musicale Billboard nominò Janet Jackson seconda artista musicale di maggior successo degli anni Novanta negli Stati Uniti, dopo Mariah Carey.

### Anni 2000

#### Il filmLa famiglia del professore mattoe l'albumAll for You

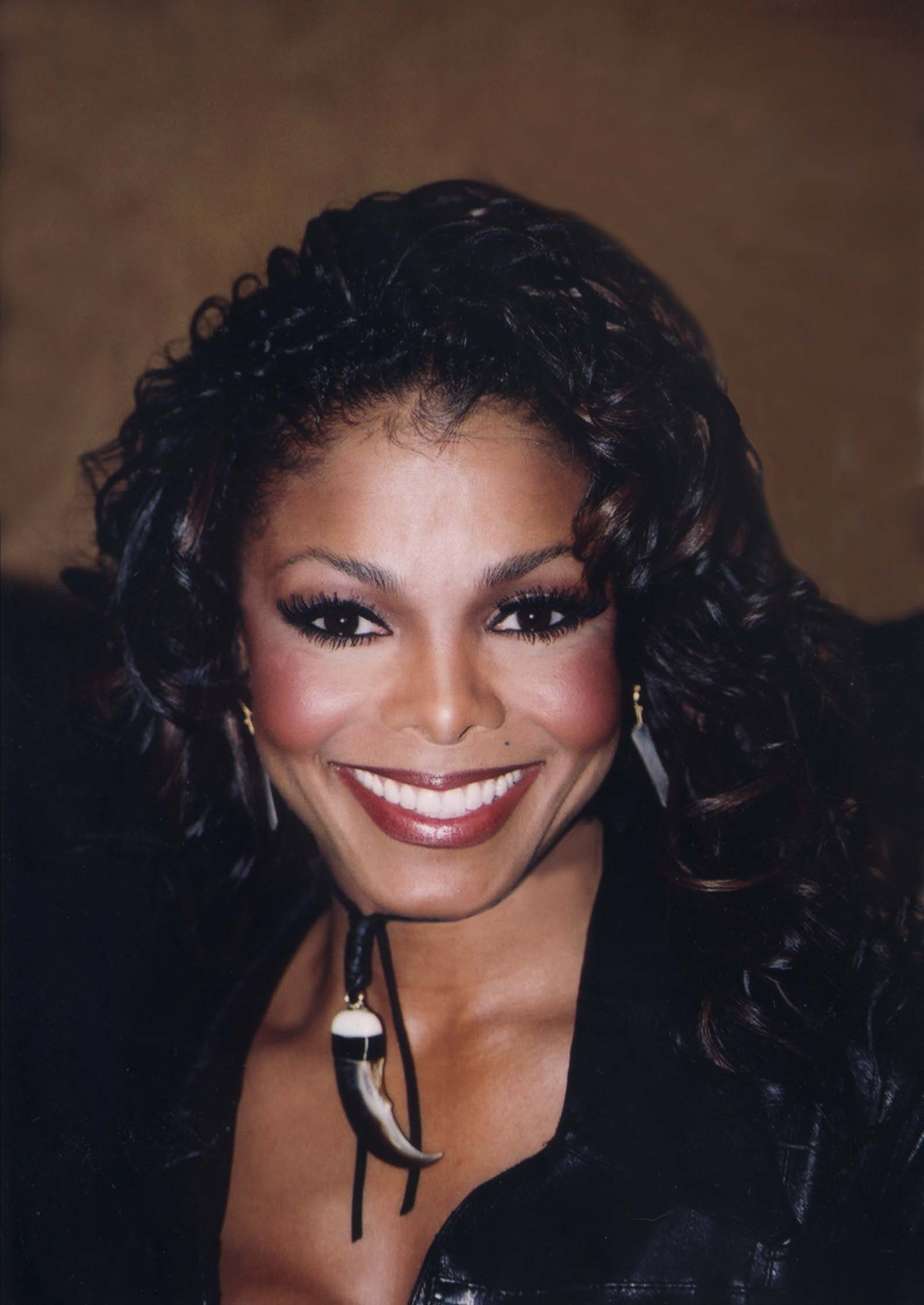
Janet Jackson nel marzo del 2002

Nel luglio del 2000, dopo un'assenza di quasi dieci anni, Janet tornò al cinema a fianco di Eddie Murphy nella commedia La famiglia del professore matto, scrivendo e interpretando anche il tema della colonna sonora, Doesn't Really Matter, che si piazzò al primo posto nella classifica statunitense, prima artista ad avere almeno un singolo in cima alla classifica di Billboard in tre decenni diversi.
Nel 2001 uscì il suo settimo album di inediti, All for You, che esordì al primo posto nella classifica statunitense e vendette più di nove milioni di copie. Il singolo di lancio, la title track All for You, divenne uno dei singoli più fortunati della sua carriera, rimanendo per sette settimane alla prima posizione negli Stati Uniti. Il secondo singolo, Someone to Call My Lover, ottenne un discreto riscontro di pubblico, mentre l'esito del terzo ed ultimo, Son of A Gun, un duetto con Carly Simon, fu più modesto. Per quest'ultimo fu realizzato un remix con la partecipazione di Missy Elliott, usato anche per il videoclip promozionale.
Nel mese di luglio esordì l'All for You Tour, che nelle intenzioni della cantante avrebbe dovuto essere un tour mondiale, ma per i problemi di sicurezza causati dagli attentati terroristici dell'11 settembre le date europee vennero cancellate. I concerti tenuti in Nord America e in Giappone, comunque, registrarono spesso il tutto esaurito. Dall'ultimo concerto, che si tenne all'Aloha Stadium, alle Hawaii, nel gennaio 2002, fu realizzato il DVD Janet: Live in Hawaii. Lo stesso anno la popstar ricevette due premi alla carriera: il Billboard Music Award e l'American Music Award e le fu consegnato anche il quinto Grammy Award, nella categoria "Miglior brano dance" per il singolo All for You, e duettò con il cantante reggae Beenie Man nel brano Feel It Boy, che andò bene solo in Australia, Belgio e nel Regno Unito, dove raggiunse la posizione numero 9.

#### Il "Nipplegate" e l'albumDamita Jo

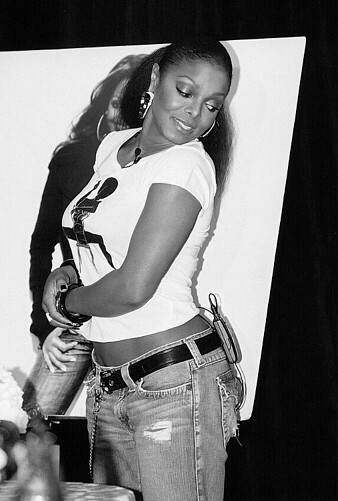
Janet Jackson durante una conferenza stampa nel 2006

Il 1º febbraio 2004 la cantante si esibì in mondovisione durante l'halftime del Super Bowl XXXVIII, la pausa a metà partita, con i suoi due classici All for You e Rhythm Nation e duettò con Justin Timberlake in Rock Your Body, successo di quest'ultimo. In chiusura, Justin le si avvicinò e le strappò la parte destra del corpetto scoprendole per alcuni secondi un seno, il cui capezzolo era coperto in parte da un grosso piercing a forma di sole. L'incidente, presto ribattezzato dalla stampa statunitense "Nipplegate" ("il caso del capezzolo"), causò molte polemiche sui media, tantoché le televisioni americane decisero che in seguito tutti gli eventi televisivi importanti sarebbero dovuti andare in onda in differita di alcuni secondi per poter censurare eventuali immagini inadatte al pubblico generalista. Jackson e Timberlake si scusarono il giorno dopo sostenendo che si fosse trattato di un incidente; parte della stampa, invece, insinuò che in realtà la cantante avesse voluto far parlare di sé per pubblicizzare la pubblicazione prossima di un nuovo album.
L'industria dello spettacolo nordamericana sembrò aver perdonato velocemente Timberlake e assumere invece un atteggiamento ostile nei confronti della Jackson: da allora il canale musicale MTV si rifiutò di trasmettere i videoclip di quest'ultima per molti anni e le radio limitarono la diffusione dei suoi pezzi. Per contro, altri musicisti come la cantautrice canadese Alanis Morissette si schierarono in difesa della Jackson: durante i Juno Awards la Morissette indossò provocatoriamente un abito color pelle aderente che all'altezza del pube aveva disegnata una vagina finta ed esortò gli artisti statunitensi a recarsi nel più tollerante Canada.
Fu in questo clima che la Jackson lanciò l'ottavo album di inediti, Damita Jo. Le reazioni, sia critiche che commerciali, furono per lo più negative e dopo diciotto anni di successi arrivò il primo flop. Nel mese di aprile dello stesso anno fu ospite del Saturday Night Live, durante il quale si esibì inoltre imitando il Segretario di Stato degli Stati Uniti Condoleezza Rice, creando nuove polemiche e non favorendo, di fatto, le vendite dell'album.
Ancora nel 2004 la cantante ricevette il premio "Radio Legend" ("Leggenda radiofonica") ai Radio Music Awards e lo "Special Inspiration Award" ("Premio speciale ispirazione") da MTV Japan. Il Giappone fu uno dei pochi mercati nei quali Damita Jo non naufragò.
Nel 2005 la Human Rights Campaign, un'organizzazione che tutela i diritti degli omosessuali, le assegnò un premio per i numerosi contributi economici offerti nel tempo a favore della ricerca scientifica per sconfiggere l'HIV. Nel 2006 il Guinness dei primati rese noto che Janet Jackson risultava il personaggio più cercato nella storia di Internet grazie alla ricerca di milioni di utenti in tutto il mondo delle immagini del "nipplegate" al Superbowl; il co-creatore di YouTube, Jawed Karim, ha dichiarato che venne ispirato proprio dalla ricerca spasmodica di video del "nipplegate" di Janet Jackson per la creazione del famoso sito. Karim si perse la performance in TV e non fu in grado di trovare online i video dell'incidente così, lui e i suoi amici Steve Chen e Chad Hurley iniziarono a lavorare sul codice per un sito in cui le persone potevano caricare i propri contenuti. Quel sito sarebbe diventato YouTube.

#### L'album20 Y.O.e il filmWhy Did I Get Married?

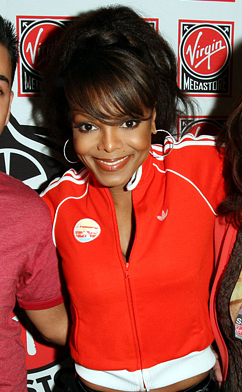
Janet Jackson nel 2006

Nel settembre 2006 uscì l'album 20 Y.O., il cui titolo faceva riferimento al ventennale di carriera da artista indipendente dal padre della Jackson, iniziata nel 1986 con l'album Control. Le critiche furono ancora negative e le vendite deludenti: con poco più di un milione di copie vendute, l'album risultò essere il suo peggior risultato fino ad allora. Di tutti i singoli previsti ne vennero conseguentemente pubblicati soltanto due: Call on Me, duetto col rapper Nelly, che ebbe un moderato successo sia negli Stati Uniti che in Europa, e So Excited, in coppia con la rapper Khia, che negli Stati Uniti raggiunse la vetta della Dance Club Songs stilata da Billboard ed ebbe una discreta accoglienza anche in Europa.
Ad ottobre del 2007 apparve sugli schermi nordamericani il film Why Did I Get Married? di Tyler Perry, con Janet come coprotagonista. Il film fu un successo al botteghino negli Stati Uniti debuttando alla posizione numero 1 e fece guadagnare alla Jackson un premio come "Miglior attrice non protagonista" agli NAACP Image Award 2008.

#### Abbandono della Virgin, Island Records, l'albumDisciplineeRock Witchu Tour

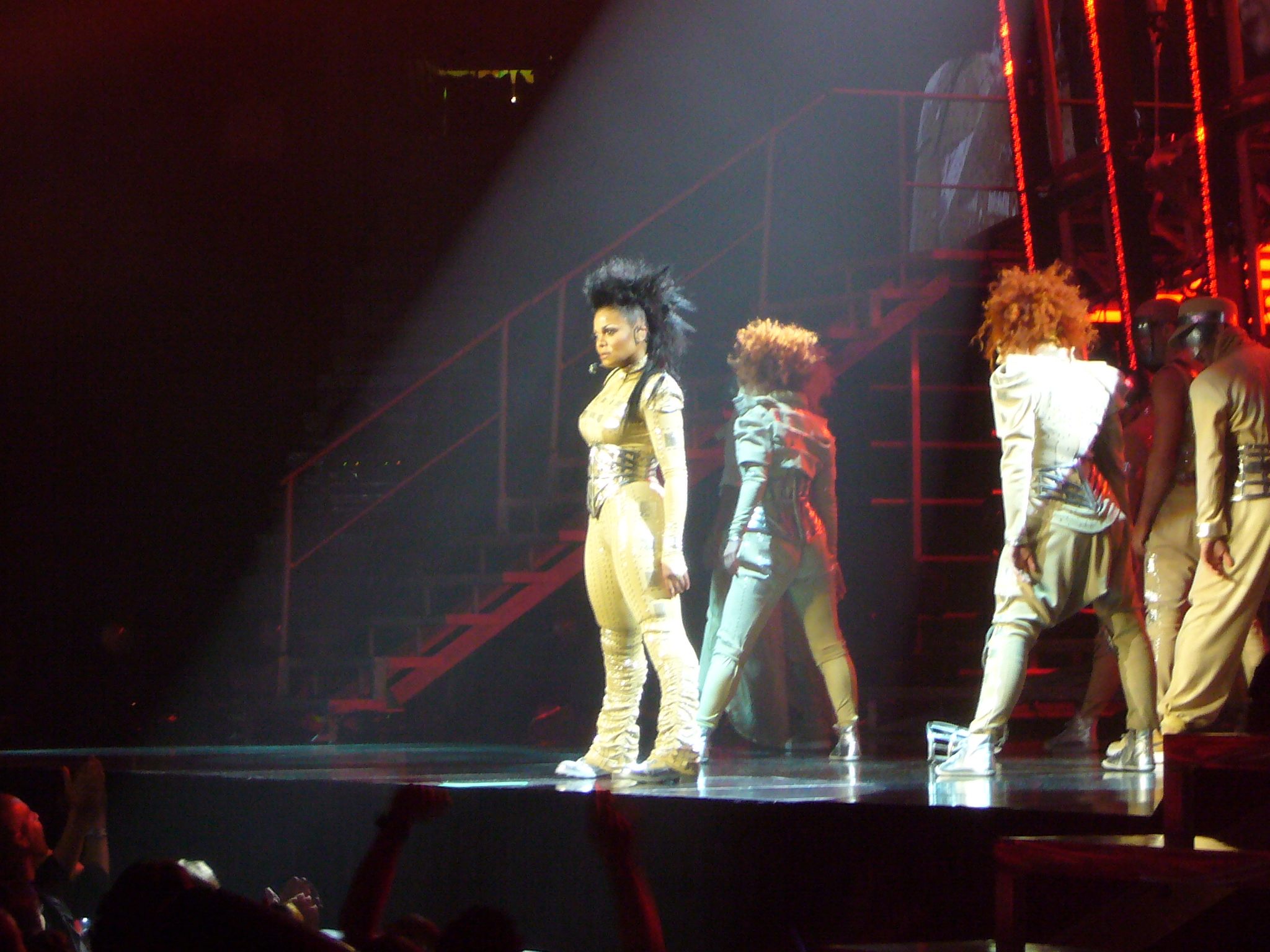
Janet Jackson in un'esibizione durante il Rock Witchu Tour

Janet e il fidanzato, il produttore discografico Jermaine Dupri, che aveva partecipato alla produzione di 20 Y.O., accusarono la Virgin Records di non aver promosso l'album adeguatamente e nel 2008 i due abbandonarono insieme la vecchia casa discografica per firmare un nuovo contratto con la Island Records. A febbraio la popstar pubblicò il suo decimo album di inediti, Discipline, il primo dal 1986 alla cui scrittura l'artista non partecipò, abbandonando i suoi produttori storici Jimmy Jam e Terry Lewis e rivestendo solo il ruolo di interprete e produttore esecutivo.
Il singolo di lancio fu l'uptempo electrodance Feedback, che ottenne un buon risultato negli Stati Uniti, dove raggiunse la cima della Dance Club Songs, ma non fu in grado di promuovere le vendite dell'album, che dopo un debutto alla prima posizione nella classifica statunitense crollò rapidamente e vendette meno di 500 000 copie negli Stati Uniti e poco più di un milione a livello mondiale. Grazie al primo posto in classifica, però, Janet divenne, insieme a Mariah Carey, l'artista femminile con il maggior numero di album ad essersi piazzati in cima alle classifiche statunitensi (sei), dopo Madonna (sette) e Barbra Streisand (otto). Il secondo singolo estratto, Rock with U, ebbe scarso successo sia negli Stati Uniti che all'estero e i due successivi, LUV e Can't B Good, proseguirono la discesa, spingendo la Island Def a interrompere ogni promozione dell'album.
Grazie a degli accordi con Live Nation, il 10 settembre dello stesso anno la popstar si poté imbarcare nel Rock Witchu Tour partendo da Vancouver, Canada, che interessò solo il Nordamerica ma che ottenne subito ampi consensi di pubblico e di critica: dopo sette anni l'artista era così tornata agli spettacoli dal vivo. Delle 27 date previste, 11 furono però cancellate per problemi di salute della cantante.
A breve un portavoce della cantante comunicò che il contratto con la Island Records sarebbe stato presto chiuso e che la popstar intendeva proseguire a produrre la propria musica come artista indipendente. A settembre del 2008 il sito di Billboard, in occasione dei cinquant'anni dalla sua nascita, stilò un elenco degli artisti di maggior successo nella storia della musica e la Jackson risultò essere la settima di maggior successo per i singoli.

#### La morte del fratello Michael Jackson eNumber Ones
Il 30 giugno 2009 la popstar apparve ai BET Awards, premi assegnati a musicisti di colore, per esprimere il suo dolore per la morte del fratello Michael, avvenuta cinque giorni prima, e ringraziare il pubblico per il sostegno che stava ricevendo. Il 7 luglio la cantante fu a fianco di tutti i suoi familiari all'evento pubblico in memoria del fratello, che fu seguito in TV da quasi due miliardi e mezzo di persone nel mondo. Agli MTV Video Music Awards 2009 a settembre rese pubblicamente omaggio al fratello eseguendo da sola il brano Scream, che originariamente era un duetto con lui. Poche ore dopo rese accessibile gratuitamente sul suo sito ufficiale il brano inedito Make Me, che fu l'unico pezzo nuovo della sua seconda raccolta di successi, intitolata Number Ones negli Stati Uniti e The Best nel resto del mondo. Il video del brano, in bianco e nero, ha uno stile futuristico ed è un chiaro omaggio a Scream, ma il singolo fu un fiasco clamoroso non entrando in nessuna classifica importante e non riuscendo a promuovere le vendite del disco. Il disco completo fu pubblicato nel mese di novembre internazionalmente e replicò i risultati negativi degli ultimi lavori. Questo Greatest Hits, su etichetta A&M, risulta comunque più completo rispetto al precedente Design of A Decade (fu possibile realizzarlo grazie ad un accordo tra tutte e tre le case discografiche con le quali la Jackson aveva collaborato: A&M, Virgin e Island Records).

### Anni 2010

#### Number Ones Tour, i filmWhy Did I Get Married Too?eFor Colored Girls
Nell'aprile del 2010 Janet riprese il suo ruolo nel seguito del film Why Did I Get Married? intitolato Why Did I Get Married Too?. Il film incassò circa sessanta milioni di dollari e la sua interpretazione le fece ottenere una candidatura agli NAACP Image Award come "Attrice di rilievo in un film" (perse tuttavia in favore di Halle Berry). Per la pellicola registrò il pezzo Nothing, che venne accompagnato da un videoclip, che non ottenne però molto successo. A luglio fece da testimonial alla casa di moda Blackglama scatenando polemiche da parte degli animalisti perché l'azienda produceva anche pellicce. Ad agosto uscì la sua terza raccolta, Icon: Number Ones, contenente l'inedito Nothing, la seconda in due anni che, proprio a causa della vicinanza con la precedente, passò quasi inosservata. A novembre recitò nel film For Colored Girls, per il quale ottenne critiche positive e due candidature ai Black Reel Awards.

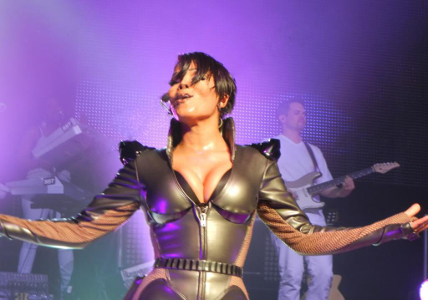
Janet Jackson in tour nel marzo 2011

Il 4 febbraio 2011 partì da Manila, Filippine, il Number Ones: Up Close and Personal World Tour per promuovere Number Ones, che si concluse, dopo un buon successo e un'ottantina di tappe in cinque continenti, il 5 dicembre a Miami.
A febbraio 2012 Jackson pubblicò il libro True You: A Journey to Finding and Loving Yourself, scritto a quattro mani con l'autore David Ritz, nel quale l'artista parlava dei suoi problemi di peso e di autostima, corredato di foto dalla sua vita privata e di consigli e ricette per dimagrire. Il volume si piazzò al primo posto nella classifica dei best seller del New York Times di marzo 2011.
L'anno dopo fu la testimonial del metodo dietetico Nutrisystem e donò i dieci milioni di dollari incassati in pasti agli affamati. Dopo il successo non proprio entusiasmante delle due raccolte di successi, la popstar sparì per un po' dalle scene e sposò il milionario del Qatar Wissam Al Mana. Nel programma TV Entertainment Tonight raccontò che la cerimonia era stata «piccola, bella e privata» e che come regalo i novelli sposi avevano fatto delle donazioni ad alcune organizzazioni di beneficenza per bambini.
Dopo il matrimonio la Jackson restò lontana dalle scene per alcuni anni, facendo solo qualche rara comparsa a serate di gala e a raccolte fondi per beneficenza; i suoi fan, allora, pubblicarono online alcuni volantini come quelli per le persone scomparse. La cantante si disse divertita.

#### L'albumUnbreakable,Unbreakable World ToureState of the World Tour

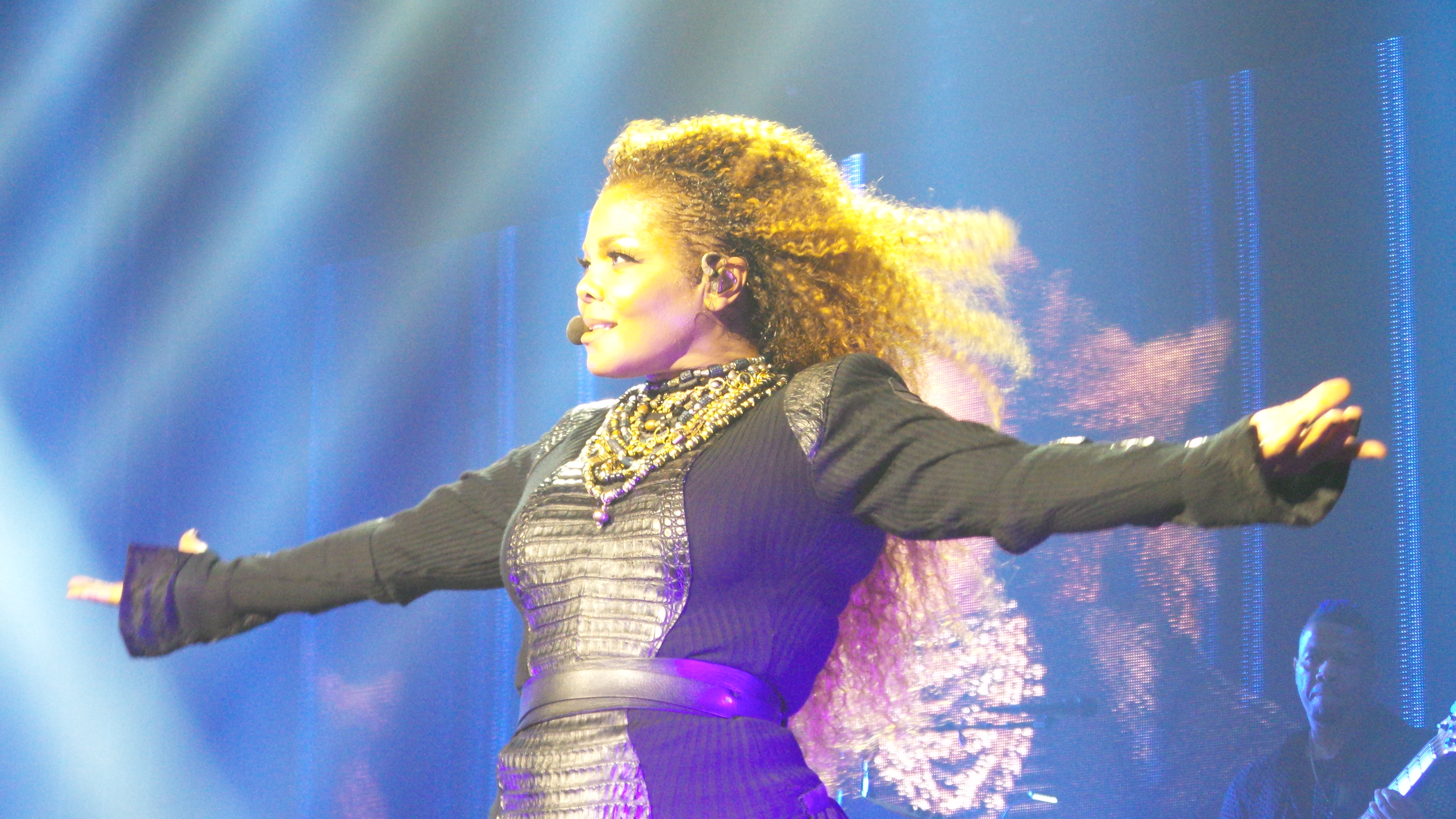
Janet Jackson in concerto nel novembre del 2015 a Honolulu

Il 28 giugno ai BET Awards 2015 ritirò il premio alla carriera "Ultimate Icon: Music Dance Visual Award" celebrando i 25 anni dell'album Rhythm Nation. Nello stesso mese uscì il singolo No Sleeep con relativo video e il 31 agosto debuttò a Vancouver, Canada, l'Unbreakable World Tour, seguito il 2 ottobre dall'album Unbreakable, il primo disco di inediti dopo sette anni, nonché il primo con la nuova etichetta discografica indipendente, la Rhythm Nation Records da lei stessa fondata. L'album entrò nella classifica di iTunes alla prima posizione in quattro paesi, compresi gli Stati Uniti, anche se alcuni critici sostennero che le cifre sarebbero state gonfiate dalle copie distribuite come allegati ai gadget venduti durante i concerti. Nonostante questo, la BMG, distributrice dell'album, si disse soddisfatta e l'album venne accolto positivamente quasi all'unanimità dalla critica musicale. Unbreakable fu inoltre il settimo disco della popstar a raggiungere il vertice della classifica di Billboard: meglio di lei solo Madonna (con otto album) e Barbra Streisand (con dieci).
Il 24 dicembre sospese il tour per sottoporsi a un intervento chirurgico, annullando definitivamente le rimanenti tappe il 6 aprile 2016, «per esigenze di pianificazione familiare». Il primo maggio 2017 la popstar dichiarò di essersi separata dal marito e di star preparando una nuova serie di concerti; lo State of the World Tour partì il 7 settembre a Lafayette, Louisiana. Il giorno seguente la cantante visitò le vittime dell'uragano Harvey a Huston, dopo il concerto in quella città, che decise di non cancellare per poter raccogliere fondi per gli alluvionati. Dopo 56 date tra Stati Uniti e Canada la prima parte del tour si concluse alla Philips Arena di Atlanta, il 17 dicembre. Il 20 maggio 2018 partecipò ai Billboard Music Awards eseguendo un medley delle sue canzoni Nasty, If e Throb e ritirando il premio "Billboard Icon Award". Nel discorso di ringraziamento Jackson ha espresso il suo sostegno ai movimenti per l'emancipazione femminile come il #MeToo. Il 23 giugno, per il suo impatto nel mondo della musica, della danza, dei videoclip, della moda e dei film, ricevette il primo "Impact Award" ai Radio Disney Music Awards 2018. Il premio venne rinominato "Janet Jackson Impact Award" in suo onore.
L'8 luglio tenne un concerto esclusivo dello State of the World Tour all'Essence Music Festival di New Orleans rendendo omaggio al padre Joseph Jackson, scomparso per un tumore il 27 giugno. Il tour si concluse il 2 ottobre ad Atlantic City, New Jersey.

#### Il singoloMade for Nowe il residency showMetamorphosis

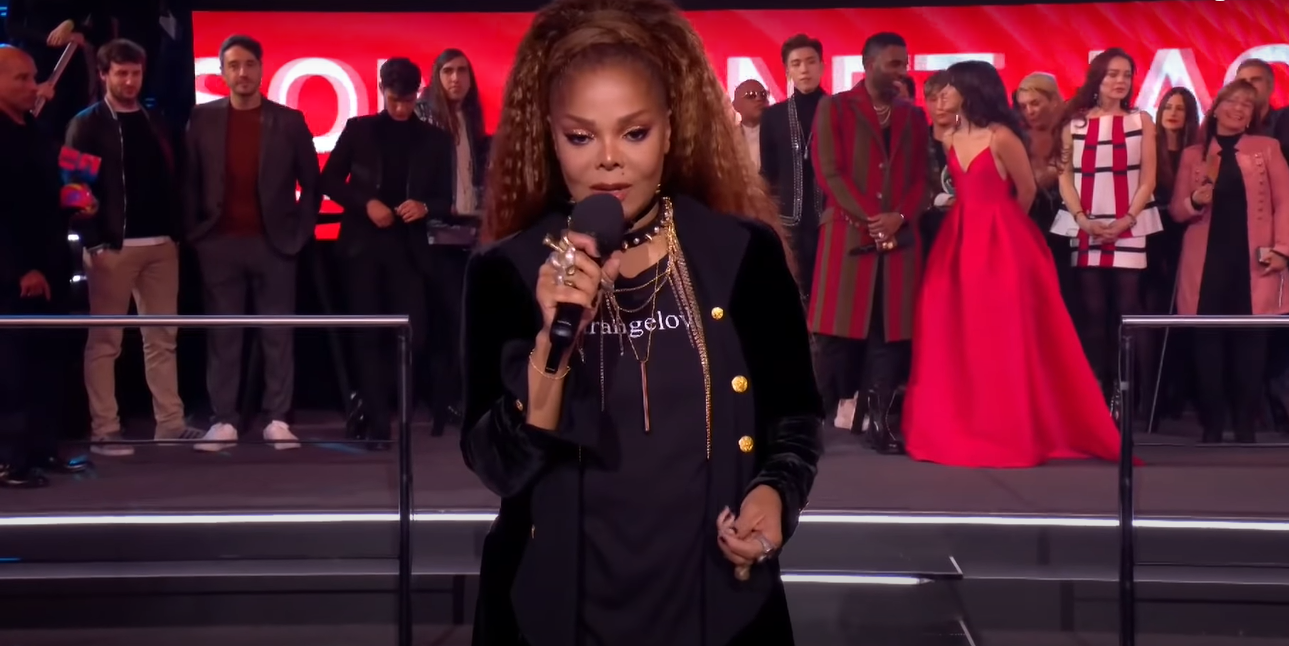
Jackson agli MTV EMA 2018

Il 17 agosto uscì, solo in streaming e in download digitale, un brano inedito della Jackson con la partecipazione di Daddy Yankee intitolato Made for Now, accompagnato da un videoclip, e, lo stesso giorno, la cantante eseguì il nuovo brano con Yankee al The Tonight Show di Jimmy Fallon. Il 29 settembre partecipò al Global Citizen Festival a New York e il 4 novembre agli MTV EMA a Bilbao, dove ricevette il premio "Global Icon Award" e dove tenne un discorso contro la violenza sulle donne. Il 26 novembre venne pubblicata la versione cantata in spagnolo di Made for Now, contenente alcune nuove strofe di Yankee. Il 14 dicembre venne premiata col "Worldwide Inspiration Award" agli Mnet Asian Music Awards a Hong Kong, dove tenne un discorso sull'ispirazione, sulla tolleranza e sulle sue speranze per il futuro del mondo, in particolare contro la discriminazione delle donne. Il 30 gennaio 2019 partecipò allo spettacolo per il 20º anniversario del The Carnival: Choreographer's Ball a Hollywood, dove le venne conferito un premio alla carriera. Il 30 marzo venne ammessa alla Rock and Roll Hall of Fame ma, a differenza degli altri premiati, la cantante rifiutò di esibirsi per rispetto alla memoria di suo fratello Michael Jackson, travolto dalle polemiche del documentario Leaving Neverland della HBO, la stessa emittente che aveva i diritti di trasmissione dell’evento di premiazione. Il 17 maggio 2019 iniziò a Las Vegas il suo primo residency show, chiamato Metamorphosis: nello spettacolo l'artista interpretava tutti i suoi maggiori successi e molte canzoni del suo catalogo musicale mai eseguite prima dal vivo festeggiando inoltre il trentennale dell'album Rhythm Nation. Per celebrare tale trentennale, concluso il residency, la cantante si imbarcò nel nuovo breve tour A Special 30th Anniversary Celebration of Rhythm Nation che partì il 14 settembre e toccò solo il Nord America e l'Oceania.

### Anni 2020

#### Documentario e nuovi tour
Il 10 febbraio 2020 la cantante annunciò la partenza di un nuovo tour mondiale, il Black Diamond World Tour, e l'uscita di un nuovo album di inediti, che si sarebbe dovuto intitolare Black Diamond e che sarebbe stato il dodicesimo album della sua carriera, ma entrambi i progetti vennero rimandati a data da destinarsi a causa della pandemia di COVID-19. Intervistata da Jimmy Fallon, spiegò così l'ispirazione per il titolo del suo nuovo lavoro:
(Janet Jackson, febbraio 2020)
Nel 2021, la cantante mette all'asta oltre mille suoi cimeli, inclusi quasi tutti gli iconici abiti utilizzati nei suoi video musicali e nei suoi concerti, in parte per raccogliere fondi per la Compassion International, un'associazione benefica in difesa dei bambini. Tra gli abiti che hanno avuto più successo ci sono il vestito indossato nel video di Scream, venduto per oltre 125 000 dollari, mentre l'artista Kim Kardashian si è aggiudicata, per 25 000, l'abito che Janet indossava nel video di If. In tutto sono stati raccolti oltre quattro milioni di dollari.
Il 28 e 29 gennaio 2022 viene trasmesso da A&E e Lifetime un documentario in quattro puntate che narra la vita e la carriera dell'artista, in celebrazione del quarantesimo anniversario del suo album di debutto, facendo ascolti record negli Stati Uniti con oltre 15,7 milioni di telespettatori complessivi.
Nel 2023 si imbarca nel tour mondiale Together Again Tour, che vedeva inoltre la partecipazione straordinaria dell'attore e rapper Ludacris, sostituito dal rapper Nelly a partire dal 2024, che con 94 spettacoli eseguiti in tutto il mondo e oltre 51 milioni di dollari incassati nel solo 2023 è diventato il tour di maggior successo commerciale della sua carriera. Dal 30 dicembre 2024, e nel corso del 2025, esegue un nuovo residency show al Resorts World Theatre di Las Vegas intitolato semplicemente Janet Jackson: Las Vegas.
Il 26 maggio 2025 si esibisce alla 51esima cerimonia degli American Music Awards nelle canzoni Someone to Call My Lover (tornata alla ribalta tramite alcuni video su TikTok e rientrata sulla Billboard Hot 100) e All for You, entrambe tratte dall'album omonimo di 24 anni prima, segnando la sua prima esibizione televisiva in sette anni, e dove riceve anche il prestigioso "Icon Award".

## Vita privata
Si è sposata tre volte: la prima a 18 anni con il musicista James DeBarge, unione che durò meno di un anno e che fu successivamente annullata; la seconda volta con il produttore musicale René Elizondo Jr., dal quale si separò nel 1999; la terza, col milionario qatariota Wissam Al Mana nel 2012. Il 3 gennaio 2017 ha dato alla luce il suo primo figlio, Eissa Al Mana, e dopo solo quattro mesi ha chiesto il divorzio dal marito per l'eccessivo controllo che questi esercitava nei suoi confronti, obbligandola inizialmente a convertirsi all'Islam, richiesta da lei rifiutata.
Ha avuto un fidanzamento, durato dal 2001 fino al 2009, con un altro produttore musicale, Jermaine Dupri, col quale, dopo il divorzio da Al Mana, è tornata in buoni rapporti. Nel 2002 ha avuto una brevissima relazione con l'attore Matthew McConaughey che, secondo l'attore, non sarebbe andata oltre il primo appuntamento.
Ha vissuto sino al 2004 in una villa sul mare a Malibù per poi venderla per circa 8,5 milioni di dollari e trasferirsi a Henderson, in Nevada. Attualmente vive nel quartiere londinese di Chelsea con il figlio Eissa.

## Stile e impatto artistico

### Musica e voce

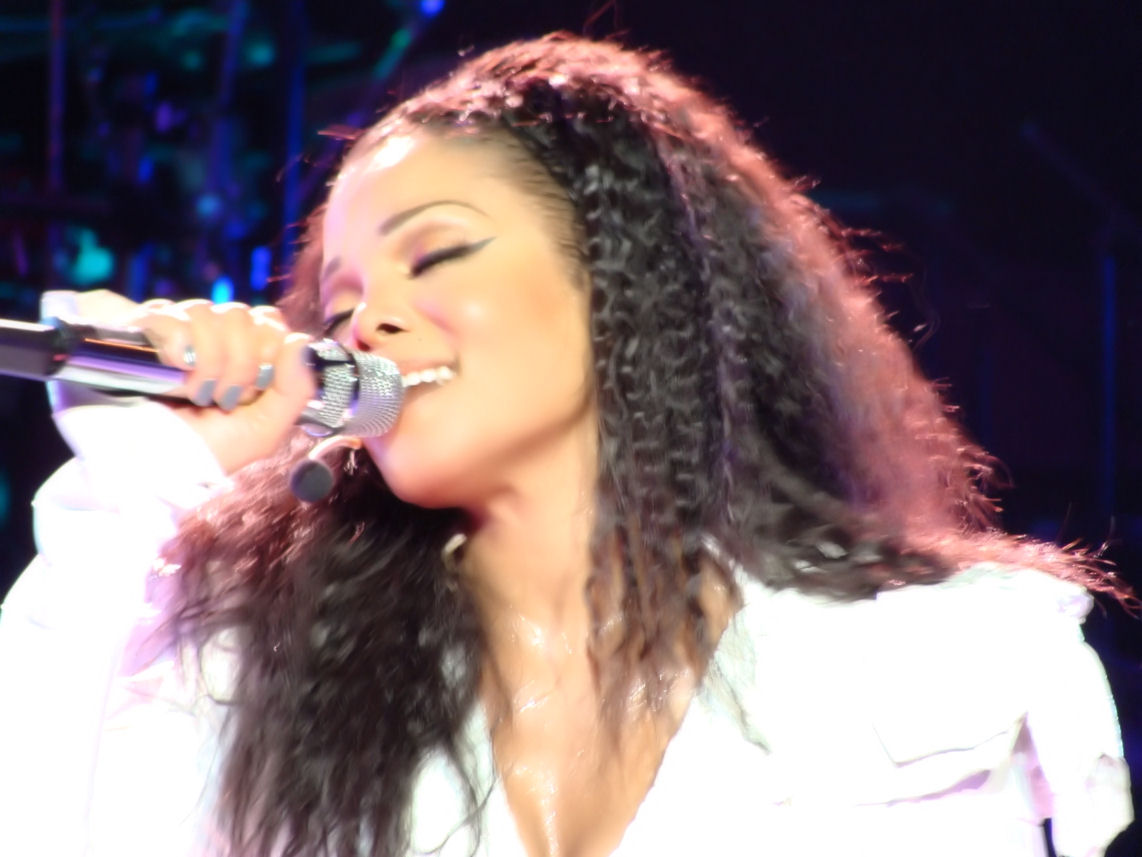
Janet mentre si esibisce alla Royal Albert Hall nel 2011.

Janet Jackson è un mezzosoprano. Nel corso della sua carriera la cantante è spesso stata criticata per le limitate capacità vocali, particolarmente se paragonata ad alcune artiste sue contemporanee come Whitney Houston o Mariah Carey. Paragonando la sua tecnica di canto a quelle della Houston e di Aretha Franklin l'insegnante di canto Roger Love ha dichiarato che «quando Janet canta lascia passare una grandissima quantità d'aria. Quello che vuole ottenere è chiaramente un effetto sensuale e caldo, e da un certo punto di vista funziona bene. Ma è una tecnica abbastanza limitante». Ha aggiunto che, se da un lato la sua voce funziona bene nelle registrazioni, non si traduce bene sul palcoscenico, sebbene «le fantastiche canzoni, le incredibili capacità di ballerina e una presenza scenica catalizzante rendano un suo concerto comunque magnifico. Anche se non è la voce la star». Il biografo David Ritz ha scritto: «Negli album di Janet, nei suoi video e nelle esibizioni, in cui non manca di sfoggiare una tecnica di ballo atletica e flessuosa [...] il canto non occupa la parte principale», ma piuttosto «i suoi ritmi martellanti, i ritornelli contagiosi e una produzione di qualità impeccabile». Eric Henderson di Slant Magazine ritiene che i detrattori della voce della cantante «abbiano in qualche modo tralasciato l'esplosività delle parti vocali stile gimme a beat lungo tutta Nasty [...] e hanno ignorato il modo magnifico in cui il suo cantato esitante si sposa perfettamente con il suo inno alla castità Let's Wait Awhile». Il compositore classico Louis Andriessen ha lodato Janet per il suo «rubato, il suo senso del ritmo, la sua sensibilità musicale e le caratteristiche infantili della sua voce bizzarramente erotica». Molti critici hanno sottolineato come la voce della Jackson sia spesso coperta dalla parte musicale dei suoi brani. Il critico musicale J. D. Considine ha commentato: «Le sonorità della Jackson nei suoi album non sono determinate dalla voce quanto dal modo in cui la voce è incastonata nella produzione importante ed energica di Jimmy Jam & Terry Lewis». Wendy Robinson di PopMatters ha scritto: «La forza della voce di Janet Jackson non si nasconde nelle corde vocali. Lei non urla, ma sussurra... La vocalità confezionata della Jackson è intelligentemente accompagnata da armonizzazioni morbide e bilanciata da ritmi pulsanti, tanto che non risulta mai sgradevole ascoltarla».
La musica dell'artista ha sempre incluso svariati generi. I suoi album degli anni Ottanta sono stati paragonati per influenze a quelli di Prince, con il quale i suoi produttori collaboravano. Sal Cinquemani ha scritto che la Jackson ridefinì il formato di musica da classifica «dando al Minneapolis sound di Prince un tocco decisamente femminile e, in canzoni come What Have You Done for Me Lately?, Nasty, Control e Let's Wait Awhile, anche femminista». Recensendo l'album Control, Richard J. Ripani ha scritto come la Jackson, Jam e Lewis «forgiarono un nuovo sound che unisce gli elementi ritmici del funk e della musica disco con un prominente uso di sintetizzatori, percussioni, effetti sonori e una sensibilità rap». L'autore Rickey Vincent ha notato come le sonorità della musica industriale abbiano ridefinito i canoni del pop. Anche nell'ambito delle ballate pop la Jackson ricopre un ruolo importante; Richard Rischar ha affermato che: «le ballate pop degli artisti afroamericani a metà degli anni Ottanta erano caratterizzate da uno stile di canto e di produzione rifinito e ripulito, esemplificato dai brani di Whitney Houston, Janet Jackson e James Ingram». Janet Jackson ha incorporato elementi di musica pop e urban music con elementi di hip hop negli anni Novanta. La sua musica si è tradotta in una interpretazione più leggera, contraddistinta da ballate soul e brani dance molto movimentati. Specialmente nei primi suoi dieci anni di carriera, è stata «un'artista che ha riscritto le sonorità e l'immagine del rhythm and blues». La critica Karla Peterson ha sostenuto: «È una ballerina talentuosa, un'interprete di successo e, come testimoniato da That's the Way Love Goes, anche un'autrice di musica pop di prim'ordine». La musica realizzata nel terzo decennio della sua carriera in genere non ha accolto il consenso della critica; nelle parole di Sal Cinquemani, «ad eccezione forse dei R.E.M., nessun altro artista di grande levatura ha continuato a produrre in maniera così prolifica vedendo un tale crollo in termine di vendite e di qualità creativa».

### Tematiche dei testi
Le tematiche delle canzoni di Janet sono cambiate nel corso degli anni; i suoi testi sono analizzati dalla musicologia, dagli studi di cultura afroamericana e dagli studi sul genere. David Ritz ha paragonato la Jackson a Marvin Gaye: «L'autobiografia sembra essere la sola ispirazione della sua musica. La sua arte, come quella di Marvin, è la superficie di un bacino di sofferenze personali». Il suo successo è stato attribuito a «una serie di ritmi potenti e metallici; la sua vocalità lieve e stratificata; e dei testi filosofici basati sull'accettazione e sulla conoscenza di se stessi». Ritz parlò di una «fiamma» che alimenta «sopravvivenza e ambizione, riserve e creatività, estrema sicurezza di sé e paura profonda». I testi dei suoi brani degli anni Ottanta parlano di prendere il controllo della propria vita, di femminismo e consapevolezza politica. Gillian G. Gaar, autore di She's A Rebel: The History of Women in Rock & Roll (2002), definisce Control «un racconto autobiografico della sua vita con i suoi genitori, il suo primo matrimonio e la sopraggiunta libertà». Jessie Carney Smith, autrice della Encyclopedia of African American Popular Culture (2010) ha scritto: «Con quell'album la Jackson sottolineò la propria sfera di indipendenza, individualità e potere personale. Invitava il pubblico a vederla come una persona trasformata, da bambina prodigio a celebrità adulta e poliedrica». Definendo Rhythm Nation 1814 un monito di speranza, Timothy E. Scheurer, autore di Born in the USA: The Myth of America in Popular Music from Colonial Times to the Present (2007) ha affermato: «Ricorderà pure Sly Stone prima di There's A Riot Going on e altri artisti afroamericani degli anni Settanta nella sua tacita speranza che un mondo come quello auspicato da Martin Luther King sia ancora realizzabile, che il sogno americano sia un sogno per tutti quanti».

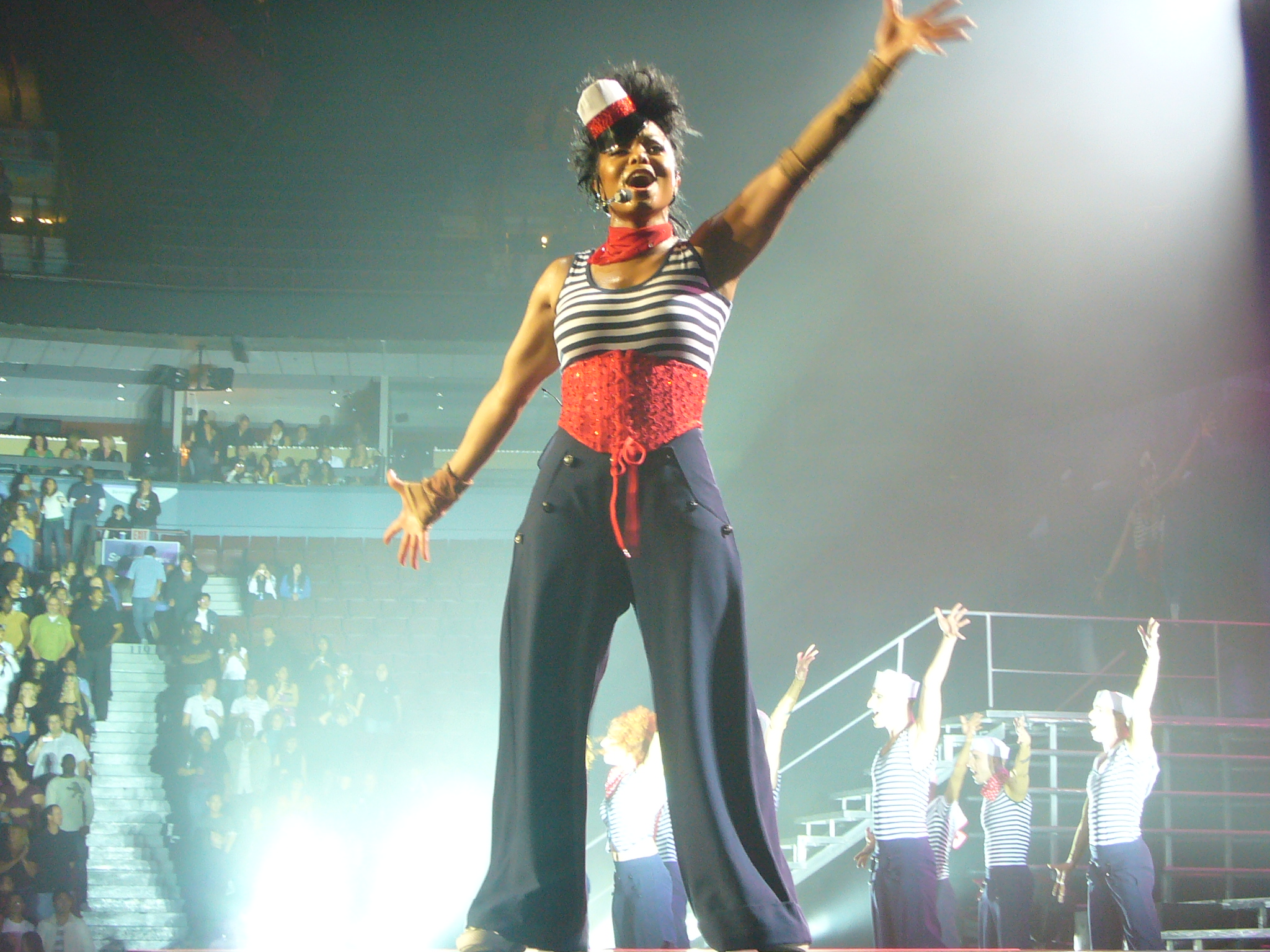
Janet Jackson durante il Rock Witchu Tour.

Nell'album janet. la Jackson affronta il tema della sessualità. Shayne Lee, autrice di Erotic Revolutionaries: Black Women, Sexuality and Popular Culture (2010), ha spiegato come la Jackson negli anni Novanta si sia imposta come «una delle voci più sessualizzate» del decennio In You've Come A Long Way, Baby: Women, Politics, and Popular Culture (1996), Lilly J. Goren ha osservato come «l'evoluzione della Jackson da musicista impegnata a diva sexy fosse esemplificativa della svolta che la società e l'industria musicale volevano per le cantanti dance e rock». The Washington Post ha sostenuto che l'immagine della Jackson era transitata «dall'innocenza all'esperienza, ispirando album carnali come janet. e The Velvet Rope, l'ultimo dei quali omaggia, in senso figurato e non, le catene dell'amore e del desiderio». La canzone Free Xone contenuta in The Velvet Rope, che dà una visione positiva dell'omosessualità, è stata definita dalla sociologa Shayne Lee «un raro caso in cui una cantante afroamericana esplora il romanticismo o la sessualità al di fuori dei confini dell'eterosessualità, rendendola una canzone importante nei canoni della sessualità afroamericana». Promuovendo l'album janet., la cantante ha detto: «Mi piace sentirmi intrinsecamente sessuale e non mi dispiace mostrarlo al mondo. Per me, il sesso è diventato una festa, una parte allegra della creatività». Dopo aver pubblicato l'album Damita Jo, la Jackson ha dichiarato: «A partire dai miei primi album, esplorare e legittimare la mia sessualità è stata una scoperta e un tema costante [...] Come artista, non è solo una mia passione, è un mio dovere». Stephen Thomas Erlewine ha definito il tema della sessualità presente nei testi della Jackson una perdita di innocenza, in confronto ad artisti come Prince: «Se il sesso innegabilmente ispira molta musica pop di qualità, questo non è sempre valido; anche qui, dipende dall'artista».

### Video

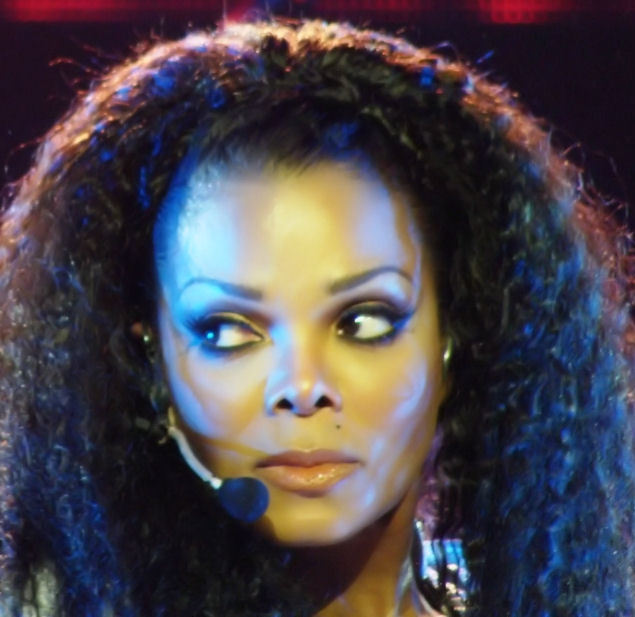
Janet nel 2011.

Janet Jackson ha tratto ispirazione per molti dei suoi videoclip ed esibizioni dai musical che guardava da bambina, dalle coreografie di Fred Astaire e Michael Kidd e dai video del fratello, Michael. Nel corso degli anni ha collaborato con coreografi di prim'ordine come Tina Landon, Paula Abdul e Michael Kidd. Veronica Chambers ha analizzato molti video in cui «ballerini, coreografie e scenografie richiamano quelli di Ms. Jackson». Janine Coveney di Billboard ha scritto che con Control la Jackson «ha delineato la sua immagine e il suo immaginario attraverso i videoclip, servendo da ispirazione ancora oggi per varie star del pop». Ben Hogwood di MusicOMH ha notato l'influenza esercitata da Janet Jackson su Britney Spears, Jennifer Lopez e Christina Aguilera, tra le altre. Ebony ha scritto che molte popstar «hanno forgiato le loro esibizioni sul rodato modello di Janet, diva del ballo».
Beretta E. Smith-Shomade, autrice di Shaded Lives: African-American Women and Television (2002), ha scritto: «L'impatto della Jackson sul mondo dei videoclip è dovuto in gran parte al suo successo di vendite discografiche, con le quali ha potuto permettersi ogni libertà e controllo visivo che desiderava. Un controllo che ha influenzato immagine e forma dei suoi video musicali conferendo alla Jackson un'influenza che mancavano a molti cantanti, uomini e donne, bianchi o neri». Parallel Lines: Media Representations of Dance (1993) nota come i suoi video siano spesso una riproduzione di un'esibizione dal vivo o contengano elementi di un musical. Nel cortometraggio Rhythm Nation la Jackson si allontana dalle coreografie da musical per adottare tecniche di street dance. Le coreografie annullano le differenze tra i due generi: «La Jackson si esibisce in modo asessuato, anonimo, in primo piano, ma come un qualunque membro del gruppo». I suoi videoclip rappresentano un messaggio di libertà sessuale per le giovani donne, come sottolineato da Jean M. Twenge, autrice di Generation Me: Why Today's Young Americans are More Confident, Assertive, Entitled and More Miserable Than Ever Before (2007): «I videoclip di cantanti donne hanno contribuito alla moda del cunnilingus», e Janet Jackson stessa «alludeva a scene di sesso orale femminile nei suoi video spingendo la testa dell'uomo verso il basso, fino all'altezza giusta». Tuttavia, accusata di essersi sottoposta a operazioni chirurgiche, schiarimento della pelle e ipersessualizzazione, la cantante è stata anche considerata un prodotto di una sessualità «bianca» e maschilista più che di una «liberatrice». Janet Jackson ricevette un MTV Video Vanguard Award per il suo contributo all'arte del video musicale e le fu dedicata la prima puntata dell'MTV Icon nel 2001. Nel 2003 Slant Magazine elesse i video di Rhythm Nation e Got 'til It's Gone tra i "100 migliori videoclip di tutti i tempi", al numero 87 e 10. Nel 2011 Rhythm Nation è stato eletto da Billboard il decimo miglior video degli anni Ottanta.

### Concerti
The Independent ha scritto: «I concerti di Janet sono l'equivalente di un blockbuster estivo, pieni di esplosioni, effetti speciali, sentimentalismo da diabete, scollature abbondanti e il dominare della spettacolarità sulla coerenza».
Jet Magazine ha detto: «Le esibizioni innovative di Janet durante i suoi tour mondiali le hanno valso la fama di interprete di prim'ordine». Chris Willman del Los Angeles Times ha detto che le coreografie del Rhythm Nation 1814 Tour sono iconiche. Il suo Number Ones: Up Close and Personal Tour fu un cambiamento rispetto alle precedenti produzioni in grandi arene in quanto si tenne in location più piccole. La critica notò come questo avesse giovato in alcuni casi all'interpretazione della Jackson. Il Chicago Tribune ha affermato: «In un contesto più ridotto la Jackson ha dato un calore e una passione che non erano sempre evidenti nei suoi concerti negli stadi [...] la miglior esibizione di Janet Jackson mai vista in oltre 20 anni».

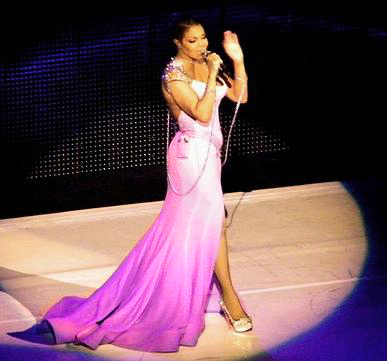
Janet Jackson nel 2011 sul palco durante il tour Number Ones, Up Close and Personal.

The Dallas Morning News ha però sottolineato come Janet Jackson abbia fatto spesso uso del playback: «Janet Jackson — una delle popstar maggiormente votate al playback [...] utilizza 'alcune' preregistrazioni per potenziare la sua voce dal vivo. Ma si è rifiutata di rendere noto quanto della sua 'voce' sul palco sia registrata e quanto dal vivo». L'Austin American Statesman in una recensione del Rhythm Nation World Tour ha scritto: «La Jackson cantava spesso all'unisono con la sua voce preregistrata per raggiungere delle sonorità le più vicine possibile alle versioni radiofoniche dei suoi singoli». «Sembra improbabile per chiunque — persino un emerito membro della famiglia numero 1 della musica soul — poter ballare come ha fatto lei per 90 minuti e allo stesso tempo fornire la stessa vocalità prorompente che i concerti pop degli anni Novanta promettono».
Suzette Fernandez di Billboard, parlando del ritorno sulle scene della Jackson all'età di 51 anni, dopo essere diventata mamma a 50, ha scritto: «Ad ogni canzone si può apprezzare la sua esperienza sul palco rendendo chiaro a tutti perché è un'icona della musica. Non ha sbagliato un passo e i suoi ballerini completano decisamente il suo stile unico. Il ritmo dura tutta la notte e ti obbliga ad alzarti e a muoverti con lei [...] di certo nessuno ha lasciato lo spettacolo deluso: l'attesa è valsa la pena». Carl Lamarre, anch'egli di Billboard, ha scritto invece: «All'età di 51 anni l'impeccabile presenza scenica di Janet Jackson ha ottenuto ottime recensioni durante il suo State of the World Tour lo scorso anno».
Okayplayer ha dichiarato riguardo al Together Again Tour che la cantante «non ha più nulla da dimostrare a nessuno, nemmeno a se stessa» aggiungendo: «Questo tour di Janet Jackson è un omaggio alla sua eredità musicale e culturale [...] lei è la nostra amata sex symbol, superstar e Regina del Pop che nessuno è riuscito a emulare». Il Chicago Tribune ha confermato: «Essere un'artista dal vivo, un numero che strappa gli applausi, una vera delizia non è solo ciò che Janet Jackson fa. È ciò che è», mentre il Boston Herald ha affermato: «Jackson è un'artista dal vivo micidiale».

## Discografia

### Album in studio
- 1982 – Janet Jackson
- 1984 – Dream Street
- 1986 – Control
- 1989 – Janet Jackson's Rhythm Nation 1814
- 1993 – janet.
- 1997 – The Velvet Rope
- 2001 – All for You
- 2004 – Damita Jo
- 2006 – 20 Y.O.
- 2008 – Discipline
- 2015 – Unbreakable

### Raccolte
- 1995 – Design of a Decade 1986/1996
- 2009 – Number Ones
- 2010 – Icon: Number Ones

## Tour

### Tournée
- 1990 – Rhythm Nation World Tour
- 1993/95 – Janet. World Tour

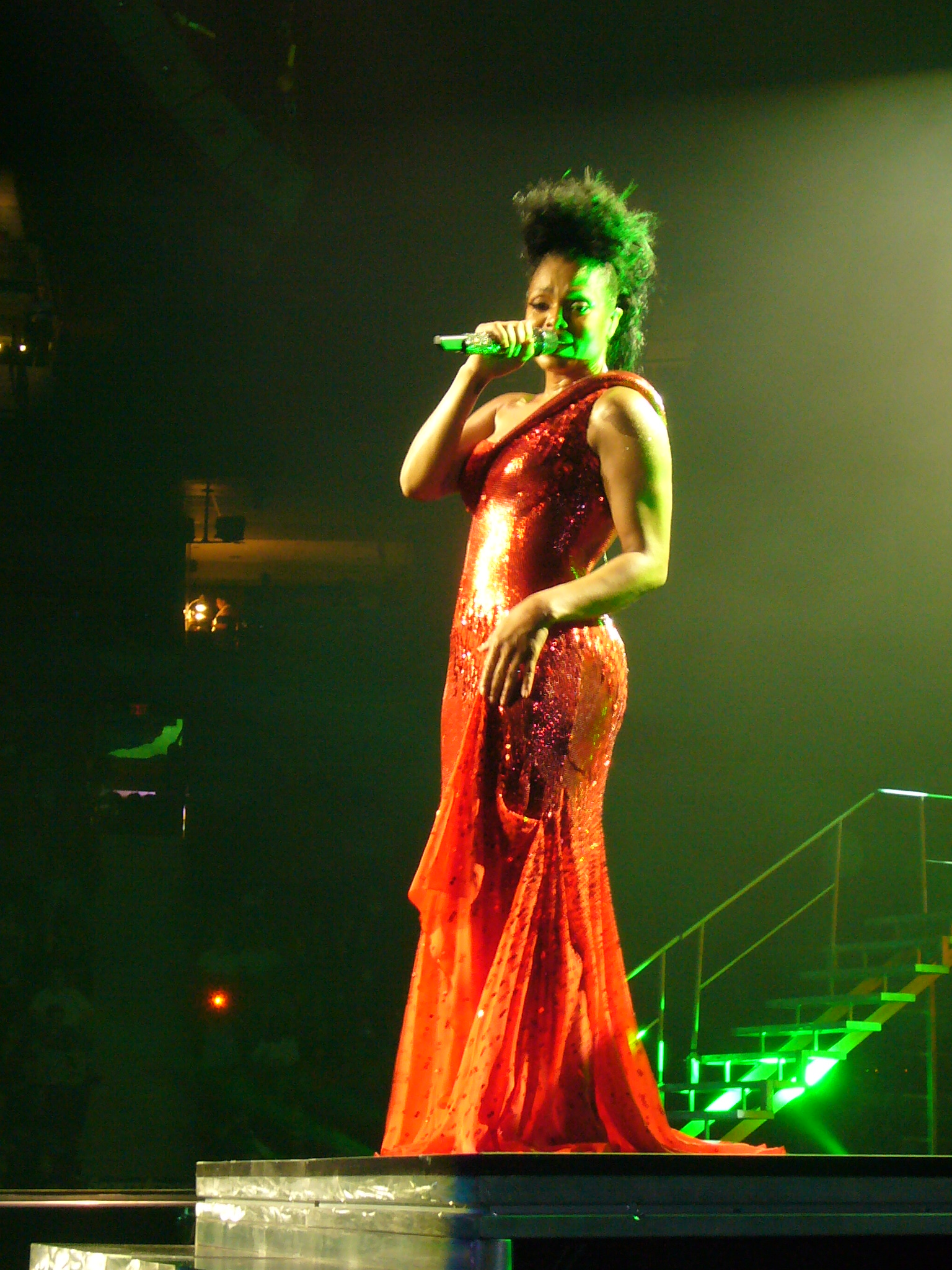
Janet Jackson sul palco nel 2008.

- 1998/99 – The Velvet Rope World Tour
- 2001/02 – All for You Tour
- 2008 – Rock Witchu Tour
- 2011 – Number Ones: Up Close and Personal World Tour
- 2015/16 – Unbreakable World Tour
- 2017/19 – State of the World Tour
- 2019 – Janet Jackson: A Special 30th Anniversary Celebration of Rhythm Nation
- 2023/24 - Together Again Tour

### Residency show
- 2019 – Janet Jackson: Metamorphosis
- 2024-2025 - Janet Jackson: Las Vegas

## Filmografia

### Cinema
- Poetic Justice, regia di John Singleton (1993)
- La famiglia del professore matto (Nutty Professor II: The Klumps), regia di Peter Segal (2000)
- Why Did I Get Married?, regia di Tyler Perry (2007)
- Why Did I Get Married Too?, regia di Tyler Perry (2010)
- For Colored Girls, regia di Tyler Perry (2010)

### Televisione
- The Jacksons TV Show – programma TV (1976–1977)
- Good Times – serie TV (1977–1979)
- A New Kind of Family – serie TV (1979–1980)
- Il mio amico Arnold (Diff'rent Strokes) – serie TV (1980–1984)
- Saranno famosi (Fame) - serie TV (1984–1985)
- Love Boat – serie TV, episodi 8x19, 8x20 (1985)[193]
- Saturday Night Live – programma TV, puntata 29x17 (2004)[194]
- Will & Grace – serie TV, episodio 7x02 (2004)
- Janet Jackson – docuserie, 4 puntate (2022)[195][196]

## Doppiatrici italiane
- Monica Gravina ne Il mio amico Arnold
- Silvia Tognoloni in Saranno famosi
- Stella Musy ne La famiglia del professore matto
- Monica Ward in Will & Grace

## Riconoscimenti

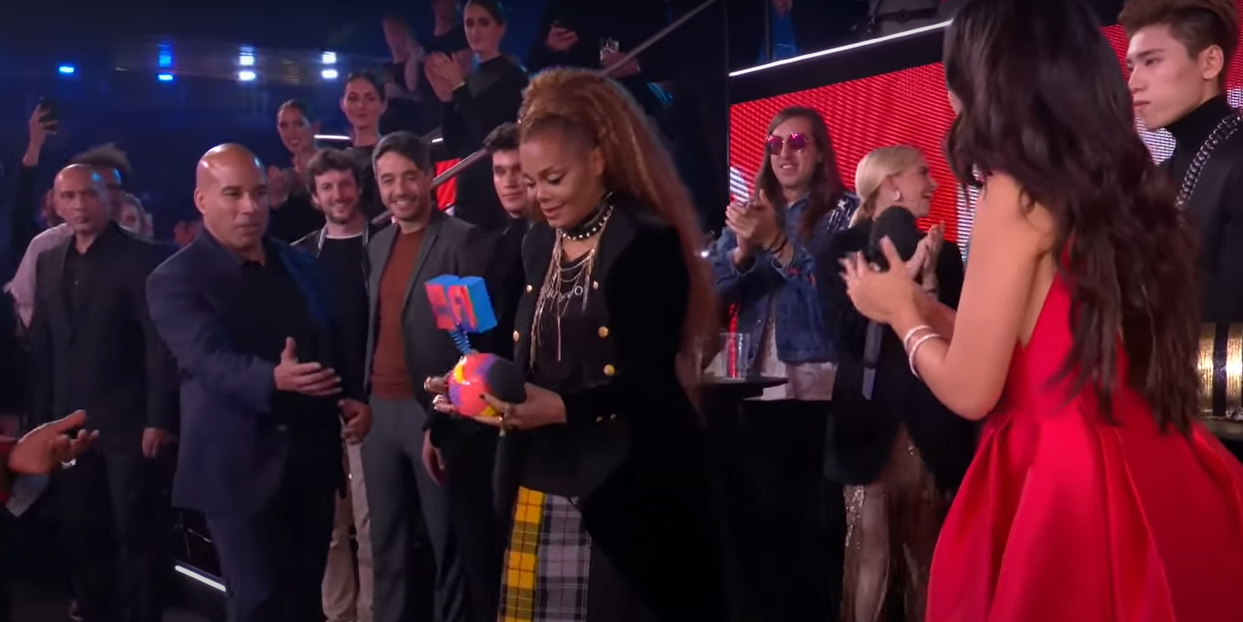
Janet Jackson mentre riceve il premio Global Icon agli MTV Europe Music Awards 2018.

Di seguito sono elencati i più importanti riconoscimenti ottenuti da Janet Jackson durante la sua carriera.
- Grammy Award, premio vinto cinque volte:
  - 1989 – “Miglior video musicale – lungometraggio” per Janet Jackson's Rhythm Nation 1814;
  - 1993 – “Migliore canzone rhythm and blues” per That's the Way Love Goes;
  - 1995 – “Miglior video musicale – cortometraggio” per Scream;
  - 1998 – “Miglior video musicale – cortometraggio” per Got 'til It's Gone;
  - 2002 – “Migliore incisione dance” per All for You.
- American Music Award, premio vinto tredici volte:
  - 1987 – “Soul/rhythm and blues” per Nasty;
  - 1987 – “Artista donna soul/rhythm and blues preferita”;
  - 1988 – “Pop/rock” per When I Think of You;
  - 1988 – “Soul/rhythm and blues” per When I Think of You;
  - 1990 – “Soul/rhythm and blues” per Miss You Much;
  - 1990 – “Singolo dance preferito” per Miss You Much;
  - 1991 – “Artista donna soul/rhythm and blues preferita”;
  - 1991 – “Artista donna pop/rock preferita”;
  - 1991 – “Artista di musica dance preferita”;
  - 1999 – “Artista donna soul/rhythm and blues preferita”;
  - 2001 – “Premio al merito”;
  - 2002 – “Artista donna pop/rock preferita”;
  - 2025 – “Premio all'Icona”.
- Billboard Music Award, premio vinto undici volte, insieme a diversi premi per i record infranti:[47][48]
  - 1989 – Record “Sette successi di uno stesso album nei primi cinque posti della classifica” (Janet Jackson's Rhythm Nation 1814);
  - 1990 – “Artista dell'anno nella classifica singoli”;
  - 1990 – “Migliore artista dance”;
  - 1990 – “Artista dell'anno per i singoli dance”;
  - 1990 – “Artista dell'anno per l'album rhythm and blues più venduto”;
  - 1990 – “Artista rhythm and blues dell'anno”;
  - 1990 – “Artista dell'anno per i singoli rhythm and blues”;
  - 1990 – “Miglior album pop” (Janet Jackson's Rhythm Nation 1814);
  - 1990 – “Miglior album rhythm and blues” (Janet Jackson's Rhythm Nation 1814);
  - 1993 – Record “Unica artista a vantare tre album che contengono almeno cinque singoli entrati nei primi dieci posti della classifica” (cinque da Control, cinque da Janet Jackson's Rhythm Nation 1814 e cinque da janet.);
  - 1995 – “Premio ai risultati artistici raggiunti”;
  - 1995 – Record “Prima donna a debuttare nei primi dieci posti della classifica” (con il suo duetto con il fratello Michael, Scream, entrato in classifica alla quinta posizione il 17 giugno 1995);
  - 1998 – Record “Diciotto singoli di seguito ai primi dieci posti in classifica” (da Miss You Much nel 1989 a I Get Lonely nel 1998);
  - 2001 – “Premio ai risultati artistici raggiunti”;
  - 2015 – Record “Album alla prima posizione in classifica negli ultimi quattro decenni” (nel 2015 Jackson è entrata alla posizione numero uno della classifica di Billboard con l'album Unbreakable, divenendo la quarta artista ad aver avuto almeno un album al primo posto in ciascuno dei decenni Ottanta/Novanta/Duemila/Duemiladieci, un record eguagliato solo da Barbra Streisand, Bruce Springsteen e gli U2);
  - 2018 – “Premio all'icona”.
- MTV Video Music Award, premio vinto nove volte:
  - 1987 – “Migliore coreografia in un video” per Nasty;
  - 1988 – “Migliore coreografia in un video” per The Pleasure Principle;
  - 1990 – “Migliore coreografia in un video” per Rhythm Nation;
  - 1990 – “Avanguardia video”;
  - 1991 – “Video dell'anno di una donna” per Love Will Never Do (Without You);
  - 1994 – “Miglior video di una donna” per If;
  - 1995 – “Miglior video dance” per Scream;
  - 1995 – “Migliore coreografia” per Scream;
  - 1995 – “Migliore direzione artistica” per Scream.
- MTV Europe Music Award, premio vinto due volte:
  - 1997 – “Migliore artista donna”;
  - 2018 – “Icona mondiale”.
- MTV Movie Award, premio vinto due volte:
  - 1994 – “Migliore interpretazione femminile” in Poetic Justice;
  - 1994 – “Donna più desiderabile”.
- Soul Train Music Award, premio vinto tredici volte (Janet Jackson deteneva il record di premi vinti prima di essere superata da Beyoncé nel 2020 con sedici premi vinti[197]):
  - 1987 – “Album dell'anno di una donna” per Control;
  - 1987 – “Video musicale dell'anno” per What Have You Done for Me Lately;
  - 1988 – “Video musicale dell'anno” per Control;
  - 1990 – “Album dell'anno di una donna” per Janet Jackson's Rhythm Nation 1814;
  - 1990 – “Singolo dell'anno di una donna” per Miss You Much;
  - 1990 – “Video musicale dell'anno” per Rhythm Nation;
  - 1991 – “Video musicale dell'anno” per Alright;
  - 1992 – “Premio Sammy Davis, Jr. – Artista dell'anno”;
  - 1994 – “Video musicale dell'anno” per If;
  - 1994 – “Singolo dell'anno di una donna” per That's the Way Love Goes;
  - 2000 – “Video musicale dell'anno” per What's It Gonna Be?!;
  - 2001 – “Migliore canzone da un film” per Doesn't Really Matter;
  - 2004 – “Premio Quincy Jones alla carriera per i notevoli risultati raggiunti”.
- World Music Award, premio vinto una volta:
  - 1999 – “Premio leggenda per notevoli contributi alla musica pop”.
- Candidatura al Premio Oscar[43]:
  - 1994 - “Migliore canzone originale” per Again.
- Candidatura al Golden Globe:
  - 1994 – “Migliore canzone originale” per Again.
- Radio Music Award, premio vinto una volta:[198]:
  - 2004 – “Premio leggenda”.
- BET Award, premio vinto una volta:
  - 2015 – “Premio icona assoluta” (per i contributi dati alla musica, alla danza e ai video musicali).
- Radio Disney Music Award, premio vinto una volta e rinominato in suo onore “Janet Jackson Impact Award”:
  - 2017 – “Premio per l'influenza”.
- Mnet Asian Music Award, premio vinto una volta:
  - 2018 – “Premio per l'ispirazione a livello mondiale”.
- The Carnival: Choreographer's Ball, premio vinto una volta:
  - 2019 – “Premio alla carriera”.
- Rock and Roll Hall of Fame:
  - 2019 – Ammissione.
- National Recording Registry:
  - 2021 – Ammissione dell'album Rhythm Nation 1814.[36]